# Hamvas Béla
Hamvas Béla (Eperjes, 1897. március 23. – Budapest, 1968. november 7.) Kossuth-díjas magyar író, filozófus, esztéta és könyvtáros, Hamvas József evangélikus lelkész, tanár, író és hírlapszerkesztő fia.
…csak akkor lehettem volna boldog, ha egy lettem volna a tizenkettő közül, és őt hallottam volna.
A pácban mindenki benne van.
Ahol nincs hagyományos forma, sem vallás, sem művészet nem bontakozhat ki.

## Élete

### Gyermek- és ifjúkora (élete 1897-től 1927-ig)
A felvidéki Eperjesen, evangélikus lelkész, Hamvas József és Sedivy Jolán gyermekeként született. Édesapja 1898-ban hivatásától megválva magyar–német szakos tanári állást vállalt a pozsonyi Evangélikus Líceumban, ezért a családja oda költözött. Tíz éves korától zongorázott, később komponált is, olyan elhivatottsággal, hogy szülei sokáig úgy vélték, zenei pályára lép majd. Középiskolás éveiben Hamvas Béla mindemellett már írogatott, és e korai próbálkozásai között akadt olyan, ami meg is jelent.
Érettségi után rövid nyugat-európai körutazást tett édesapjával, aztán 1915-ben hazafias lelkesedéstől fűtötten, korábbi diáktársaival együtt „testületileg” önkéntes katonának jelentkezett. Másfél év kadétiskolai kiképzés után 1916 nyarán saját kérésére az ukrán frontra vezényelték. A Bruszilov-offenzíva során kibontakozó súlyos harcokban idegsokkot kapott, hadikórházba került, majd felépülését otthon, szülei házában folytatta. 1917-ben iglói rokonuknál kitanulta a cukrász-mesterséget. Még ugyanebben az évben újra behívták, az észak-olaszországi frontra tartó csapatszállító szerelvényét Szlovéniában bombatalálat érte, őt a légnyomás maradandóan megsebesítette.
Hátországi lábadozása során nagynénje ótátrafüredi családi panziójában könyvek akadtak a kezébe: Kantot, Rimbaud-t, Dosztojevszkijt, Schopenhauert és mindenekelőtt Nietzschét kezdett olvasni. Erről az időszakról írta több évtized múlva a Patmoszban: „…Kierkegaardnak Az idő bírálata című tanulmánya kezembe került. Nincs társadalom, nincs állam, nincs költészet, nincs gondolkodás, nincs vallás, ami van romlott és hazug zűrzavar. Pontosan így van, gondoltam. De ennek valamikor el kellett kezdődnie. Elkezdtem keresni a sötét pontot. A proton pszeudoszt, vagyis az első hazugságot… Visszafelé haladtam a múlt század közepétől a francia forradalomig, a felvilágosodásig, a racionalizmusig, a középkoron át a görögökig, a héberekig, az egyiptomiakig, a primitívekig. A válságot mindenütt megtaláltam, de minden válság mélyebbre mutatott. A sötét pont még előbb van, még előbb. A jellegzetes európai hibát követtem el, a sötét pontot magamon kívül kerestem, holott bennem volt…”
Édesapja 1919 novemberében megtagadta a csehszlovák hűségesküt, ezért a családot kiutasították Pozsonyból, és Budapestre költöztek. Hamvas Béla 1919 és 1923 között a Pázmány Péter Tudományegyetem magyar–német szakos hallgatója, emellett zeneelméleti előadásokat látogatott, sőt alkalmi hallgatója volt az orvostudományi karnak is. 1919–20-ban jelennek meg első írásai a pozsonyi Tavasz folyóiratban, majd 1923-tól három évig újságíró a Budapesti Hírlapnál és az Ullain Ferenc alapította, Bajcsy-Zsilinszky Endre által szerkesztett Szózatnál.

### A könyvtáros (élete 1927-től 1945-ig)
Hamvas Béla 1927-ben a Fővárosi Közlöny szerkesztőségének munkatársa volt, majd 1928 és 1948 között könyvtárosként dolgozott a Fővárosi Könyvtárban, mindössze két év megszakítással, amikor a Központi Lakáshivatal és a Fővárosi Népművelési Központ dolgozója. Közben tanulmányokat, esszéket, kritikákat és recenziókat publikált, összesen közel háromszáz írást mintegy huszonöt folyóiratban.
Bár csak utal rá, és név szerint nem nevezi meg egyik írásában sem, tudható, hogy ebben az időben Jakabfalvy Dénest tekintette mesterének, szellemi beavatójának, aki mind tudásanyagával, mind a felvetődő kérdések szokatlan megközelítésével irányt adott kibontakozásának, és lelki válságain is átsegítette.
Hamvas Béla első felesége a római katolikus vallású, 1903-ban született Angyal Ilona, akivel 1928. június 29-én kötött házasságot Budapesten, a Józsefvárosban és akitől, bár kapcsolatuk már a házasság első heteiben megromlott, csak 1935-ben vált el. Másodszor 1937-ben kötött házasságot Kemény Katalin (1909–2004) írónő, művészettörténésszel, akivel a párkapcsolaton túl alkotói közösséget is megvalósított.
1928–29-ben született Ördöngösök című regénye, a művel azonban elégedetlen volt, és már akkor elhatározta, hogy ötvenéves korában újra fogja írni. 1929–31 között készült a Nehéz nem szatírát írni című elbeszélésgyűjteménye. 1928-tól 1939-ig rendszeresen Dalmáciában, a tengerparton nyaralt, találkozása a tengerrel, a ragyogó napfénnyel, a mediterrán „pogány” életörömmel – mindezen élményei átszüremlenek gondolkodásába, és megjelennek első jelentős szellemi ars poeticájában, a Magyar Hyperion leveleiben, továbbá A babérligetkönyv kötetcímmel összegyűjtött esszéiben.
1935-ben Kerényi Károly és Hamvas Béla alapították a Sziget-kört, azt a klasszikus görög hagyományból merítkező szellemi szövetséget, amelyhez csatlakozott Szerb Antal, Németh László, Prohászka Lajos, Kövendi Dénes, Dobrovits Aladár, Molnár Antal és mások. A kör elképzeléseik szerint a preraffaeliták, vagy még inkább a George-kör magyar változatának indult, ám három kötetből álló kiadványuk (Sziget, 1935–36) megjelenése során kiderült, hogy a szellemi közösség, a Hamvas által megálmodott értelemben, megvalósíthatatlan. Keserű tapasztalatairól a Magyar Hyperionban így számolt be: „Itt vagyok ebben a népben, ezen a földön, minden szándékom eredménytelen, minden szavam hiábavaló, minden tervem összetört, megbuktam, észrevétlenül, fölöslegesen és fel nem ismerve.”
1936–45 között Hamvas Béla az Esztétikai Társaság, 1940–1944 között a Magyar Társadalomtudományi Társulat tagja. 1937-ben elkészítette a krízisirodalom filológiai pontosságú feldolgozását, ami bibliográfiával kiegészített tanulmányként A világválság címmel jelent meg. A könyvtár vezetése olyannyira elégedett volt tanulmányával, hogy dr. Enyvvári Jenő igazgató pénzjutalomra terjesztette elő, amit Hamvas meg is kapott.
A második világháború alatt háromszor hívták be katonának, de ez nem akadályozta abban, hogy fordítson, többek között Lao-ce, Jakob Böhme, Hérakleitosz, Konfuciusz, Henoch műveit. 1943–1944-ben írta a Scientia Sacra I. című könyvét, amely második írói korszakát nyitotta meg. E könyvével bizonyos értelemben csatlakozott a tradicionalista iskolához, amelynek legjelesebb kortárs alakjai Julius Evola, René Guénon és Leopold Ziegler voltak. A háború alatt jelent meg első esszékötete, A láthatatlan történet (1943), és ekkoriban kezdett nagyszabású vállalkozásába, amelynek gyűjtőcíme: Az ősök nagy csarnoka, s amelyet a 60-as évekig folytatott. Műve a szent hagyomány legfontosabb könyveinek fordítása a hozzájuk írt bevezető kommentárokkal.
1942-ben a Szovjetunióban teljesített frontszolgálatot, itt írta A háború nagysága és az ember kicsinysége c. esszéjét. 1944-ben katonatisztként a rábízott zsidó munkaszolgálatosokat élete kockáztatásával hazaengedte. Németországba vezényelték, de megszökött menetszázadától, és az ostromlott Budapesten katonaszökevényként bujkált. A bevonuló szovjet alakulatok elfogták, és más foglyokkal együtt Szibériába akarták hurcolni, ám Hamvas ismét megszökött. A harcok során budai hegyoldalba épült, Remetehegyi úti bérelt lakásukat bombatalálat érte, ott tárolt kéziratai és könyvei megsemmisültek. Hamvas a Silentium egyik esszéjében írta: „A sötét esztendőben minden földi vagyonomat elvesztettem… Valaki a birtokot levakarta rólam. Bőröm is vele ment, de jó… Effektív létezés csak a birtoklás teljes felszámolása után lehet. Itt kezdődik a valóság.”

### Szerkesztő és kertész (élete 1945-től 1951-ig)
Tábor Béla úgy tudja, hogy a háború után belépett a Magyar Kommunista Pártba, és közel három éven át tagja maradt. Széles körű szellemi aktivitásba kezdett, az Egyetemi Nyomda kis tanulmányai címmel könyvsorozatot szerkesztett, a több mint 30 füzetet megért sorozat első kötete Hamvas saját műve, A száz könyv volt. Aforizma-gyűjteményt („meditációs objektumot”) állított össze Anthologia Humana: Ötezer év bölcsessége címmel, részt vett az újjá alakult Filozófiai és Esztétikai Társaság munkájában, továbbá Pán Imre és Kállai Ernő mellett a modern magyar képzőművészetet egyesítő Európai Iskola teoretikus irányításában is szerepet vállalt.
1945-től Hamvas, Szabó Lajos és Tábor Béla egyfajta „szellemi munkaközösséget” alapított, melynek tagjai a „létezés és élet olyan szélső pontjait fogják emberi kutató magatartásuk egészébe, melyeknek egységes megragadására” a korabeli szellemi életben nem történt kísérlet. Célként tűzték ki az egész korszituáció feltérképezését és értékelését. A rendszeressé vált, és 1948-ig tartott, úgynevezett „csütörtöki beszélgetéseken” mások mellett részt vett Kemény Katalin, Mándy Stefánia, Kotányi Attila és Kunszt György is, ugyanakkor ezek a találkozások alapvetően Hamvas, Szabó és Tábor közötti „trialógusok” voltak. Az eszmecserék termékenyítően hatottak minden résztvevőre, idővel mégis felszínre kerültek az ellentétek; Tábor és Szabó a hagyomány legjelentősebb szent könyvének az Ószövetséget, míg Hamvas a Védákat tartotta. A csütörtöki beszélgetések jegyzőkönyveként született a Biblia és romantika című írás. Hamvas emellett intenzív munkakapcsolatot tartott fenn Várkonyi Nándorral, Baránszky-Jób Lászlóval és Weöres Sándorral, utóbbi Hamvasnak, mint mesterének ajánlotta 1945-ben megjelent A teljesség felé című kötetét.
Még az Egyetemi Nyomda kis tanulmányai elindítása előtt a tervekkel megkereste Lukács Györgyöt, és felkérte, hogy kapcsolódjon be a sorozat szerkesztésébe. Lukács elzárkózott a közreműködéstől, mondván, hogy időszerűtlen ilyen szerzőket kiadni – talán majd húsz év múlva. 1946-ban Hamvas (Kenyeres Imre szerkesztő kérésére) részt vett a Diárium folyóirat lapjain zajló A téma: Lukács György című vitasorozatban, itt közölt írásában csalódottságának adott hangot, hogy az érintett megrekedt a 25 évvel korábban képviselt ortodox marxista nézeteinél. Valószínűleg a személyes sértettségnek köszönhető, hogy Lukács 1948-ban vitairatban politikailag károsnak minősítette Hamvas Béla (Kemény Katalinnal közösen írt) tanulmánykötetét, a Forradalom a művészetbent, és bár Hamvas még válaszolt Lukács támadására, a további polémiára nem nyílt lehetőség. Lukács mellé felsorakozott Keszi Imre, aki a Szabad Népben Hamvas Béla sorozatszerkesztői tevékenységét kifogásolta. Hamvast elnémították, B-listázták és kényszernyugdíjazták, ami egyben publikálási és szerkesztési jogának elvesztését jelentette.
Földműves igazolványt váltott ki, munkahelyéül sógora szentendrei kertjét jelölte meg. A kert a Kőhegyen, a település külterületén feküdt, Hamvas eleinte itt lakott, néhány hónap után azonban Czóbel Béla, aki Párizsban tartózkodott, felajánlotta neki, hogy költözzön be üresen maradt villájába, a Leányfalusi útra. 1948 és 1951 között földet művelt, gyümölcsöt termesztett, kertészkedett. A Karnevál című nagyszabású regényét ebben az időben, Szentendrén írta; 51 évesen valóban nekilátott az Ördöngösök újraírásának, és amikor három év múlva, a Rákosi-korszak mélypontján elkészült vele, gondosan elrakta az ágyneműtartóba, mint a „legbiztosabb” helyre. Párhuzamosan, 1948–49-ben vetette papírra a Regényelméleti fragmentum című tanulmányát, amely részben a Karnevál teoretikus megalapozásának tekinthető. Szintén Szentendrén születtek az Unicornis, a Silentium, a Titkos jegyzőkönyv és a Mágia szutrá című kötetei.

### A raktáros (élete 1951-től 1964-ig)
Hamvas elvonultsága, hatósági szempontból kétes munkaviszonya idővel tarthatatlanná vált, ezért kénytelen volt elhelyezkedni. Raktáros és gondnok volt az ERBE (Erőmű Beruházási Vállalat) építkezésein előbb 1951–1954 között Inotán, majd 1954–1962-ben Tiszapalkonyán, végül 1962–1964 között Bokodon. Amikor csak lehetett olvasott, fordított és írt. Szanszkritül és héberül tanult, a raktárosi munka mellett éjszaka és hajnalban Az ősök nagy csarnoka fordításait készítette: Védák, Sankhya karika, Sepher Jezirah, Kathaka upanisad, Buddha beszédei… Ekkor született a Szarepta, a Szilveszter, a Nem mind arany, ami réz és utolsó írói korszakának legjelentősebb kötete, a Patmosz esszégyűjtemény.
Többször írásos vezetői figyelmeztetésben részesült, hogy munkaidőben olvas, de emellett dicséretek is szerepeltek a kartonján: vállalati ünnepségeken az Internacionálét, illetve Schumann és más klasszikusok darabjait adta elő zongorán az egybegyűlteknek. Az akkori munkahelyi viszonyokat jól jellemzi, hogy egyik főnökét ő készítette fel az érettségire.
1957-ben megpróbálta visszaszerezni állását a Fővárosi Könyvtárban, kérvényét azonban elutasították. Egykori barátai jobbnak látták, ha nem pártfogolják, egyedül Füst Milán vette szívére a sorsát, üzent neki, hogy az Írók Könyvtárában üresedés van, mire azonban Hamvas jelentkezett, már betöltötték az állást. Végül az Országos Széchényi Könyvtárban lett volna módja hivatalsegédként elhelyezkedni, de úgy döntött, inkább vidéki raktáros marad.
1963-ban Hamvas Béla fordításában adták ki Muraszaki Sikibu Gendzsi regénye című művét. Az 1948-as elhallgattatása után életében már csak egyetlen saját írása jelent meg, ebben az évben, a Horváth Béla szerkesztette Látóhatár folyóiratban, Az egzisztencializmus után címmel. A cikk megírására Fodor József vette rá, aki több más írást is rendelt tőle, mondván, hogy „hallgatásod már anakronizmus” és „azt írsz, amit akarsz”. A publikáció után Hamvas kilenc, különböző jellegű írást fejezett be, amelyeknek a megjelentetéséből azonban nem lett semmi.

### A nyugdíjas (élete 1964-től 1968-ig)

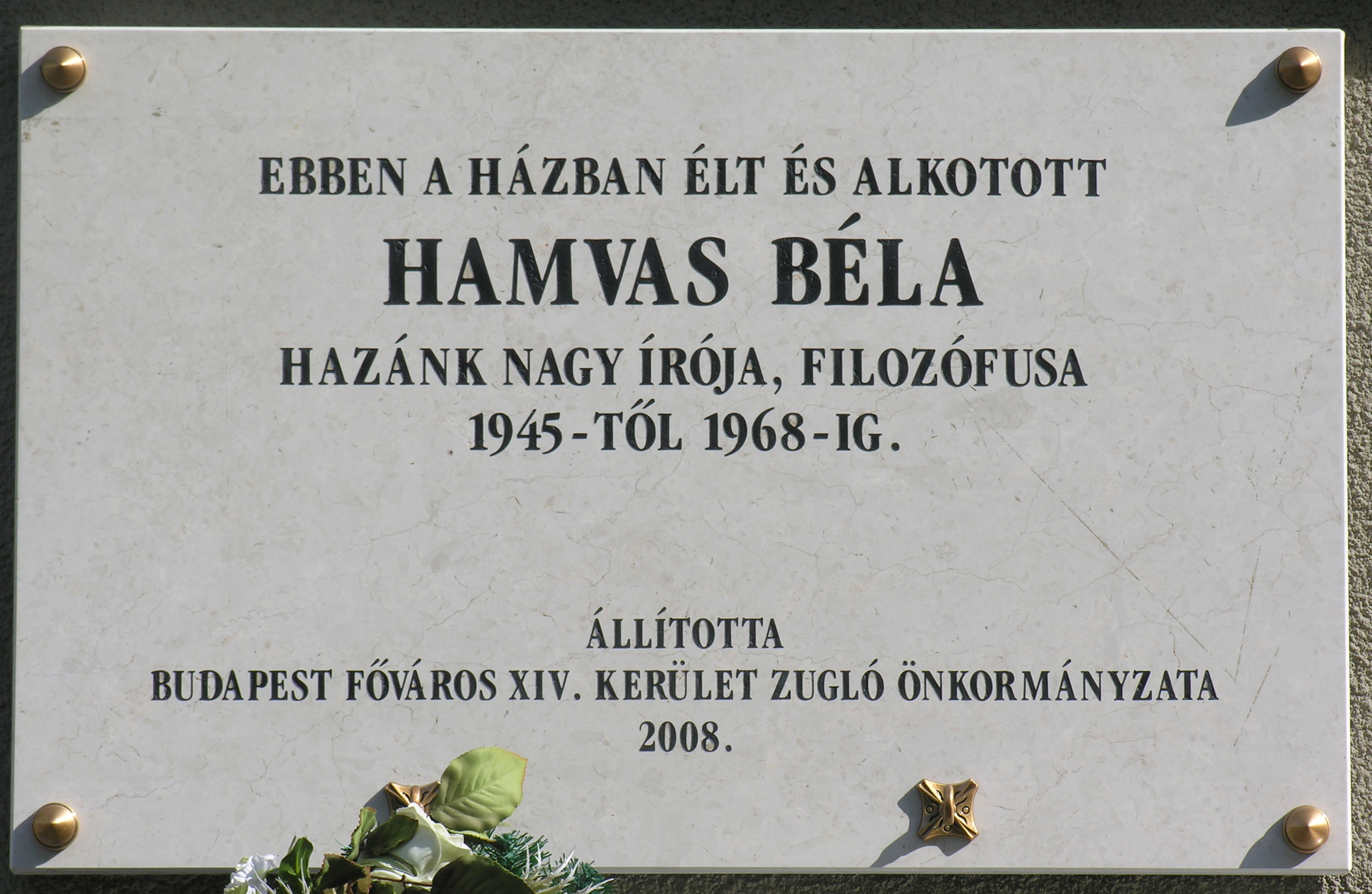
Hamvas Béla emléktáblája egykori lakhelyén, az Erzsébet királyné útja 11. szám alatt

1964-ben véglegesen, havi 760 forint ellátmánnyal nyugdíjazták. Korábban csak hétvégenként járt fel az építkezésekről, most azonban hazaköltözött a feleségéhez Budapestre. Sikerült egy kis gyümölcsöst venniük – felesége műfordítói honoráriumából – Szentendrén, a Leányfalusi út mellett, Hamvas így visszatérhetett kedvenc településére, kora tavasztól késő őszig a kertet művelte, gyümölcsöket, virágokat telepített. A haláláig hátralévő négy évben írta a Scientia sacra II, Ugyanis, Öt meg nem tartott előadás a művészetről című műveit.
Röviddel visszaköltözése után megismerkedett Molnár Sándor festőművésszel, aki az ő hatására dolgozta ki, illetve fejlesztette tovább „festő-jóga” elméletét. Hamvas Molnáron keresztül került kapcsolatba a Zuglói Körrel, és innentől kezdve egészen 1967-ig rendszeres résztvevőjévé vált az új utakat kereső művészek rendezvényeinek, kiállításmegnyitóinak.
Élete utolsó évében sokat betegeskedett, alkotói lendülete megtört. Különböző ismerősei számára ekkor címzett leveleiben a kétség szólal meg, azt vizsgálta, életét sikerült-e írásaival összhangba hoznia, a gondolataiból a ténylegesen élt életében mennyit „realizált” (a realizálás Hamvas bölcseletének egyik kulcsfogalma). 1968. november 7-én, Budapesten halt meg agyvérzésben. Szentendrén temették el, sírját unokahúga, Nemoda Lászlóné (született Dániel Sára) kérése és Jókai Anna javaslata alapján nyilvánította védetté a Kegyeleti Bizottság.
Halála után felesége, Kemény Katalin gondozta (Dúl Antallal közösen) Hamvas Béla szellemi hagyatékát.

### Utóélete (műveinek útja a nyilvánosságig)
Az 1970-es évekig Hamvas művei csupán kéziratos/gépelt formában, többszörösen másolva, ezért sokszor roncsolódott szöveggel voltak hozzáférhetők. Halála után nyolc évvel, utolsó publikációja után tizenhárom évvel, 1976-ban az Új Írás közölte három rövid írását, majd a nyolcvanas évektől indulhatott meg Hamvas nyilvános újrafelfedezése, 1982-ben a Kuczka Péter szerkesztette Galaktika folyóiratban A perui vázák esztétikája törte meg a csendet, majd hosszú évtizedek után az első önálló Hamvas-kötet, A világválság került kiadásra 1983-ban. Két év múlva, 1985-ben a nagyszabású regény, az akkor még enyhén cenzúrázott Karnevál is napvilágot látott (a könyv 10.000 példányban jelent meg, és napok alatt elfogyott). Döntő lökést adott Hamvas széles körű befogadásának a szombathelyi Életünk folyóirat 1987-es Hamvas Béla emlékszáma, amelyben az első átfogó, illetve személyes értékelések is megjelentek. A kilencvenes évek elején kezdődött el az életmű szerkesztett kiadása.
Munkásságát 1990-ben posztumusz Kossuth-díjjal, 1996-ban Magyar Örökség díjjal ismerték el.
Műveiből több színpadi és filmes feldolgozás készült, ezek közül az egyik legérdekesebb a Karnevál alapján írt Pác című előadás, melyet 2002-ben az Újvidéki Színház mutatott be.

## Gondolkodói jelentősége

### A módszer
Hamvas Béla számára az írás a mindennapi praxis része volt, ima és jóga-gyakorlat, az éberség megőrzésének számára legalkalmasabb eszköze. Műfajául az esszét választotta, ami kísérletet jelent; minden írása, a regényeket is beleértve, esszészerű.
Az esszé jelentőségét a személyessége adja, az írás hátterében láthatjuk a személyt, a gondolatok közlőjét, és ez mélyebben hitelesíti az előadottakat. A műfaj megengedi a konzekvens gondolkodás és a költői előadásmód vegyítését, és Hamvas élt is ezzel a lehetőséggel.
Nem dolgozott ki filozófiai rendszert, nem alapított iskolát, és nézeteit utólag is csak erőszakoltan lehet besorolni valamilyen „irányzatba”. Úgy gondolta, hogy a rendszerek csak búvóhelyek, és szükségszerűen bukásra vannak ítélve. „Nem rendszereket kell alkotni, hanem az ébresztő elemek folyamatos sorát biztosítani.”

### Kulcsfogalmak
Az éberség mellett írói, gondolkodói és emberi létszemléletének meghatározó kulcsfogalmai az univerzális orientáció, transzparens egzisztencia, realizálás, alapállás, imagináció, derű, üdv és hagyomány.
A hagyomány (latin traditio; görög paradosis; szanszkrit páramparya) – e kifejezés általánosan felfogott és közhasználatú értelmétől erősen eltérően – az időtlen metafizikai szellemiség időben való fenntartottságát és továbbadását, áthagyományozását jelenti Hamvas Bélánál. Amikor a hagyományt értelmezi, a szellem időfeletti jelenlétéről ír, vagyis a „hyperboreus” időfeletti, metafizikai (természeten és létezőn túli) hatalmi–uralmi időbeliségbe vetültségéről. Hamvas életműve – azon belül is elsősorban a Scientia Sacra – tradicionális atmoszférát hozott létre, egy szellemi megismerés lelki bázisának a megteremtésével.
Az univerzális orientáció azt a szellemi szabadságot jelenti, amely a teljes emberi tudás irányában nyitott, és készen áll elfogadni minden utat és útmutatást, amely a létezés metafizikai alapjaihoz vezet. Mindez az elvektől, irányultságoktól, rögeszméktől – vagyis mindattól, amit a nyugati kultúrában a szaktudományok, kutatási és érdeklődési irányok, vallások, értelmezési és szelekciós kánonok, politikai irányzatok, részben pedig társadalmi szabályrendszerek is képviselnek – történő tudatos megszabadulást is jelenti.
A transzparens egzisztencia Hamvas sajátos kifejezése arra, amikor az emberi létezés áttetszővé válik, vagyis egyszerűvé, nyitottá és megszólíthatóvá. A transzparens egzisztencia lehet képes arra, hogy sorsával (sorsképletével) szembenézzen, és teljes és normális életet éljen.
Hamvas megfigyelése szerint az emberek belső, gondolati élete és a megélt élete között többnyire hatalmas hasadék tátong, a gondolataikból (ismeretek, tudás, felismerés) nem vonnak le konzekvenciákat, vagy ha mégis, azt nem igyekeznek a életvitelükben érvényre juttatni. A konzekvenciák átvitele az életvitelre jelenti a realizálást. Transzparens egzisztencia és realizálás hiányában nincs életrend, és a megélt élet kaotikus (démonizált, rögeszme- vagy álomszerű).
Az imaginációt Hamvas a lélek esszenciális életének tartja. Mivel az ember az imaginációval (melynek szó szerinti jelentése élet-képzelet) folyamatosan teremti a valóságot, ezzel a teremtéssel rongálhatja és tisztíthatja (rendezheti) is azt.

## Emlékezete

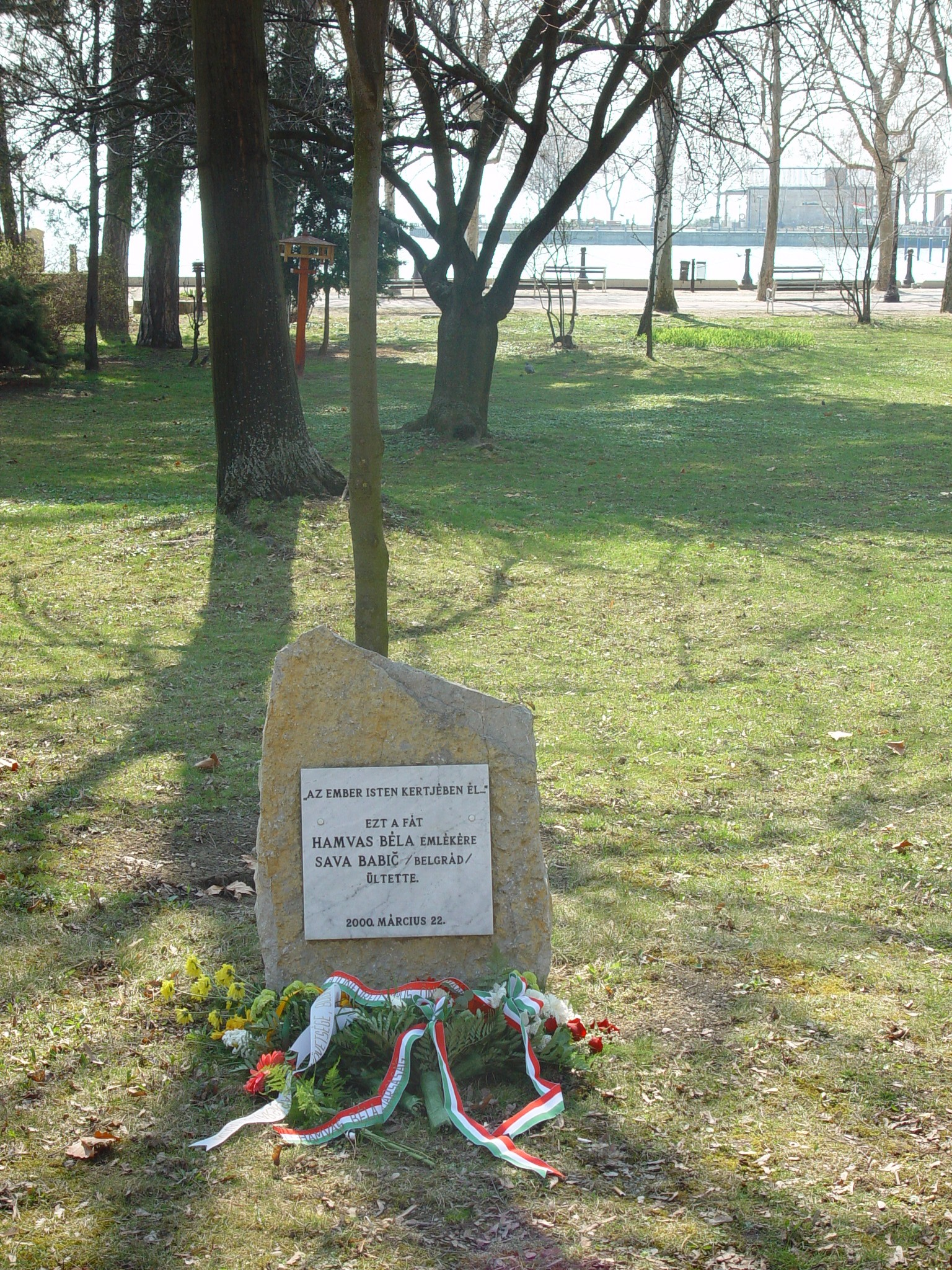
A faültetés és kőtáblaállítás kultusza „Isten kertjében”

1988-ban Szilágyi Imre (ELTE filozófia tanszékének docense) és Szatmári Botond vezetésével megalakult a Hamvas Béla Kör.
A százhalombattai városi könyvtár 1999-től, a tiszaújvárosi városi könyvtár 2009-től, a Pest Megyei Könyvtár 2017-től a nevét viseli. Tiszaújvárosban a könyvtár előterében egy fotókból, idézetekből és az író hagyatékából származó, személyes tárgyakból álló kamarakiállítás tekinthető meg.
2000-ben Balatonfüreden Sava Babić kezdeményezésére és Kemény Katalin jelenlétében hársfát ültettek, a Hamvas-hárs mellett a helyi Hamvas Béla Asztaltársaság minden évben megemlékezést tart.
A Hamvas Béla Kultúrakutató Intézetet 2000-ben alapította a Nemzeti Kulturális Örökség Minisztériuma, melynek vezetője, haláláig, Hankiss Ágnes szociálpszichológus, a Fidesz korábbi európai parlamenti képviselője volt. Az intézményt fenntartó Petőfi Irodalmi Múzeum döntésére 2022. március 7-től a szervezet Hankiss Ágnes Intézet néven folytatja munkáját.
Életművének „életrendszerű” feldolgozására 2003-ban létrejött a Hamvas Béla Collegium szabadegyetem.
2005-ben Mihály Gábor szobrászművész és Molnár Pál újságíró alapította a Hamvas-fürt borművészeti díjat, amelyet azóta minden évben kétszer adnak át. A díjat egy bronzkancsó jelképezi, amely Hamvas Béla arcvonásait viseli.
Hamvas Béla művei online jelenlétének előmozdítására, a hozzá kapcsolódó hírek összegyűjtésére, valamint a világon szétszórt Hamvashoz kapcsolódó szervezetek és személyek összefogására 2006-ban létrejött a HamvasBéla.org, a kolozsvári Vivarte Alapítvány kezdeményezésére.
2011-től a főváros III. kerületében közterület viseli a nevét (Hamvas Béla sétány). Szentendrén, a püspökmajori lakótelepen szintén találkozhatunk a nevével (Hamvas Béla utca).
2012-ben Oroszlány Város Gimnáziuma és Szakképző Iskolája Hamvas Béla nevét vette fel (Hamvas Béla Gimnázium és Szakképző Iskola).
2021 nyarán többek között a veszprémi Utas és Holdvilág Antikvárium és a Veszprém-Balaton 2023 Európa Kulturális Fővárosa projekt kezdeményezésére létrejött helyben a Hamvas Béla Kör.
Nevét őrzi az 543302 Hamvasbéla kisbolygó.

## Hatása
A kortárs magyar irodalomban Hamvas művei közül leginkább a Karnevál hatása mutatható ki, Szőcs Géza Limpopo és a Gángoly Attila–Novák Valentin szerzőpáros Zsír Balázs olajra lép című pikareszk regénye említhető erre példaként.
Emellett személyének hatása is fellelhető, Molnár Antal életrajzi regényében, A halállátóban Boethius alakját részben Hamvas Béláról mintázta.

## Művei

### Fiatalkori művek (1912-1919)
| Cím                                                     | Műfaj     | Keletkezés ideje | Megjelenés helye és ideje | Helye a Hamvas Életműsorozatban (kötetszám) |
| ------------------------------------------------------- | --------- | ---------------- | --- | ------------------------------------------- |
| Három nap Dunántúl                                      | dolgozat  | 1912             | Hamvas Béla első nyomtatásban megjelent írása. : Szövétnek. Ifjúsági lap. Szerk.: Rácz Kálmán VIII. évf. (1913-14.) 1-20. sz. |                                             |
| A növényvilág Jókai regényeiben                         | dolgozat  | 1912             | |                                             |
| Honvédelmünk fejlődése 1301-1526                        | dolgozat  | 1912             | |                                             |
| Báró Eötvös József irodalmi reformjai                   | tanulmány | 1913. szept. 20. | |                                             |
| Gárdonyi élete és munkái                                | tanulmány | 1913             | |                                             |
| A természeti és lelki tünemények mitológiai magyarázata | tanulmány | 1913             | |                                             |
| Az elhagyott kert                                       | vers      | korai évek       | |                                             |
| Milezoszi leányok                                       | vers      | korai évek       | |                                             |

### Publicisztikai korszak és szatírák (1919-1930)
| Cím                                                                                                  | Műfaj                               | Keletkezés ideje         | Megjelenés helye és ideje                                         | Helye a Hamvas Életműsorozatban (kötetszám) | Helye a Hamvas Életműsorozatban (kötetszám) |
| 1919                                                                                                 |                                     |                          |                                                                   |                                             |                                             |
| Csokonai és Kisfaludy Sándor lírája                                                                  | szemináriumi dolgozat               | 1919                     |                                                                   |                                             |                                             |
| Irodalmunk legújabb irányai                                                                          | tanulmány                           | 1919                     | Tavasz, 1919. aug. 10., 24., 31.                                  |                                             |                                             |
| Ady Endre pályája                                                                                    | tanulmány                           | 1919                     | Tavasz, 1919. szept.                                              |                                             |                                             |
| Kosztolányi Dezső egyénisége                                                                         | tanulmány                           | 1919                     | Tavasz, 1919. okt.                                                |                                             |                                             |
| Babits Mihály mint a modernek klasszikusa                                                            | tanulmány                           | 1919                     | Tavasz, 1919. nov.                                                |                                             |                                             |
| 1920                                                                                                 |                                     |                          |                                                                   |                                             |                                             |
| Szabó Dezső útja                                                                                     | tanulmány                           | 1920                     | Tavasz, 1920. máj.                                                |                                             |                                             |
| Szomaházy István                                                                                     | tanulmány                           | 1920                     | Tavasz, 1920. jún.                                                |                                             |                                             |
| A modern irodalom elmélete                                                                           | tanulmány                           | 1920                     | Tavasz, 1920. júl.                                                |                                             |                                             |
| Knut Hamsun művészetéről                                                                             | tanulmány                           | 1920                     | Nemzeti újság, 1920. júl. 1-2.                                    |                                             |                                             |
| Géza vezér                                                                                           | elbeszélés                          | 1920                     |                                                                   | Hamvas Béla első műve. Elveszett (?)        | Hamvas Béla első műve. Elveszett (?)        |
| 1921                                                                                                 |                                     |                          |                                                                   |                                             |                                             |
| Otto Ernst als Realromantiker                                                                        | dolgozat (német nyelven)            | 1921                     |                                                                   |                                             |                                             |
| 1922                                                                                                 |                                     |                          |                                                                   |                                             |                                             |
| Olbrin Joachim csodálatos utazása                                                                    | elbeszélés                          | 1922                     | Később Hamvas Béla a Babérligetkönyve sorolta.                    | Hamvas Béla művei – 5.                      | Hamvas Béla művei – 5.                      |
| 1923                                                                                                 |                                     |                          |                                                                   |                                             |                                             |
| Zenetörténeti hangverseny                                                                            | művészetkritikai írás               | 1923                     | Budapesti Hírlap. 1923. márc. 30.                                 |                                             |                                             |
| Vasárnap a Dunán – Saját tudósítónktól                                                               | riport                              | 1923                     | Budapesti Hírlap, 1923. júl. 17.                                  |                                             |                                             |
| Tamás Mihály: Novelláskönyv                                                                          | cikk                                | 1923                     | Budapesti Hírlap, 1923. júl. 29.                                  |                                             |                                             |
| A fehér csikó                                                                                        | elbeszélés                          | 1923. nov.               |                                                                   |                                             |                                             |
| Két kiállítás                                                                                        | cikk                                | 1923                     | Budapesti Hírlap, 1923. nov. 20.                                  |                                             |                                             |
| Magyar Grafikusok kiállítása                                                                         | cikk                                | 1923                     | Budapesti Hírlap, 1923. dec.                                      |                                             |                                             |
| Holló László kiállítása                                                                              | művészetkritikai írás               | 1923                     | Budapesti Hírlap, 1923. dec. 2.                                   |                                             |                                             |
| A Várszínház ma este mutatta be Georg Kaiser német írónak Reggeltől éjfélig c. drámáját              | kritika                             | 1923                     | Budapesti Hírlap, 1923. dec. 8.                                   |                                             |                                             |
| Két kiállítás. Fényes Adolf az Ernst Múzeumban. – A Benczur Társaság kiállítása                      | cikk                                | 1923                     | Budapesti Hírlap, 1923. dec. 8.                                   |                                             |                                             |
| Barabás Atola kiállítása                                                                             | cikk                                | 1923                     | Budapesti Hírlap, 1923. dec. 22.                                  |                                             |                                             |
| Kassner:Tűzvész az operaházban                                                                       | kritika                             | 1923                     | Budapesti Hírlap, 1923. dec. 28.                                  |                                             |                                             |
| 1924                                                                                                 |                                     |                          |                                                                   |                                             |                                             |
| Szőnyi István                                                                                        | cikk                                | 1924                     | Budapesti Hírlap, 1924. jan. 12.                                  |                                             |                                             |
| Blattner Géza gyűjteményes kiállítása                                                                | művészetkritikai írás               | 1924                     | Budapesti Hírlap, 1924. jan. 6.                                   |                                             |                                             |
| Két kiállítás [Czillich Anna és Nikolszky Jenő]                                                      | cikk                                | 1924                     | Budapesti Hírlap, 1924. jan. 20.                                  |                                             |                                             |
| Vaszary János gyűjteményes kiállítása az Ernst múzeumban                                             | cikk                                | 1924                     | Budapesti Hírlap, 1924. febr. 2.                                  |                                             |                                             |
| Négy kiállítás                                                                                       | cikk                                | 1924                     | Budapesti Hírlap, 1924. febr.                                     |                                             |                                             |
| Kunffy Lajos kiállítása                                                                              | művészetkritikai írás               | 1924                     | Budapesti Hírlap, 1924. febr. 2.                                  |                                             |                                             |
| Grandguignol délután Forgács Rózsi Kamaraszínházában                                                 | kritika                             | 1924                     | Budapesti Hírlap, 1924.                                           |                                             |                                             |
| Bemutató előadás Forgács Rózsi Kamaraszínházában                                                     | kritika                             | 1924                     | Budapesti Hírlap, 1924. márc. 4.                                  |                                             |                                             |
| Bemutató a Művész Színpadon (Kelemen Viktor: Menybemenetel)                                          | kritika                             | 1924                     | Budapesti Hírlap, 1924. márc. 7.                                  |                                             |                                             |
| Lyka Károly előadása a magyar művészetről                                                            | művészetkritikai írás               | 1924                     | Budapesti Hírlap, 1924. márc. 13.                                 |                                             |                                             |
| Kiállítás (Korda Vince festő – Mindszenti Ferdel Lajos szobrász)                                     | művészetkritikai írás               | 1924                     | Budapesti Hírlap, 1924. márc. 23.                                 |                                             |                                             |
| Négy festő                                                                                           | cikk                                | 1924                     | Budapesti Hírlap, 1924. ápr.                                      |                                             |                                             |
| Elvek és emberek                                                                                     | esszé                               | 1924                     |                                                                   |                                             |                                             |
| Akácvirág                                                                                            | karcolat                            | 1924                     | Budapesti Hírlap, 1924. máj. 27.                                  |                                             |                                             |
| Kivonatok                                                                                            | karcolat                            | 1924                     | Budapesti Hírlap, 1924. máj. 29.                                  |                                             |                                             |
| Szerencsejáték                                                                                       | karcolat                            | 1924                     | Budapesti Hírlap, 1924. jún. 4.                                   |                                             |                                             |
| Ha visszajönne, 1. rész                                                                              | karcolat                            | 1924                     | Budapesti Hírlap, 1924. jún. 5.                                   |                                             |                                             |
| Nyaralás                                                                                             | karcolat                            | 1924                     | Budapesti Hírlap, 1924. jún. 7.                                   |                                             |                                             |
| Ha visszajönne, 2. rész                                                                              | karcolat                            | 1924                     | Budapesti Hírlap, 1924. jún. 8.                                   |                                             |                                             |
| Iskola után                                                                                          | karcolat                            | 1924                     | Budapesti Hírlap, 1924. jún. 15.                                  |                                             |                                             |
| A fizetés elmélete                                                                                   | karcolat                            | 1924                     | Budapesti Hírlap, 1924. jún. 17.                                  |                                             |                                             |
| Az ember kalibere                                                                                    | polemikus írás                      | 1924                     | Budapesti Hírlap, 1924. jún. 22.                                  |                                             |                                             |
| Mi lesz a lesüléssel?                                                                                | karcolat                            | 1924                     | Budapesti Hírlap, 1924. júl. 1.                                   |                                             |                                             |
| Nincs már zsidó Pesten (Az új Feld-revü bemutatója)                                                  | cikk                                | 1924. júl. 3.            |                                                                   |                                             |                                             |
| A tollas gárda                                                                                       | cikk                                | 1924                     | Budapesti Hírlap, 1924. júl. 5.                                   |                                             |                                             |
| A Dobogókőn                                                                                          | riport                              | 1924                     | Budapesti Hírlap, 1924. júl. 9.                                   |                                             |                                             |
| Árpád sírja Alsó-Ausztriában?                                                                        | riport                              | 1924(?)                  |                                                                   |                                             |                                             |
| Diagnózis                                                                                            | cikk                                | 1924                     | Budapesti Hírlap, 1924. júl. 10.                                  |                                             |                                             |
| Vörösbor                                                                                             | elbeszélés                          | 1924                     | Budapesti Hírlap, 1924. júl. 11.                                  |                                             |                                             |
| Bánk bán                                                                                             | színházi írás                       | 1924                     | Budapesti Hírlap, 1924. júl. 12.                                  |                                             |                                             |
| Piski-utca 2.                                                                                        | karcolat                            | 1924                     | Budapesti Hírlap, 1924. júl. 15.                                  |                                             |                                             |
| Az élet vámszedői                                                                                    | cikk                                | 1924                     | Budapesti hírlap, 1924. júl. 17.                                  |                                             |                                             |
| A naptár-reform                                                                                      | karcolat                            | 1924                     | Budapesti Hírlap, 1924. júl. 22.                                  |                                             |                                             |
| Az ocsú                                                                                              | karcolat                            | 1924                     | Budapesti Hírlap, 1924. júl. 25.                                  |                                             |                                             |
| Buksy Míra                                                                                           | karcolat                            | 1924                     | Budapesti Hírlap, 1924. júl. 25.                                  |                                             |                                             |
| A háború                                                                                             | cikk                                | 1924                     | Budapesti Hírlap, 1924. júl. 31.                                  |                                             |                                             |
| Az aranyparitás                                                                                      | karcolat                            | 1924                     | Budapesti Hírlap, 1924. aug. 1.                                   |                                             |                                             |
| A gázsi-szüret                                                                                       | színházi írás                       | 1924                     | Budapesti Hírlap, 1924. aug. 30.                                  |                                             |                                             |
| A kenyeresről                                                                                        | sanzon                              | 1924                     | Budapesti Hírlap. 1924. aug. 6.                                   |                                             |                                             |
| 1924                                                                                                 | karcolat                            | 1924                     | Budapesti Hírlap, 1924. aug. 14.                                  |                                             |                                             |
| Kultúrfölény a nappaliban                                                                            | karcolat                            | 1924                     | Budapesti Hírlap, 1924. aug. 28.                                  |                                             |                                             |
| Karma. Egy titkos rendőr feljegyzéseiből (1)                                                         | elbeszélés (detektív történet)      | 1924                     | Szózat, 1924. szept. 5.                                           |                                             |                                             |
| Noé fiai                                                                                             | szatíra                             | 1924                     | Budapesti Hírlap, 1924. szept. 6.                                 |                                             |                                             |
| Elvek és emberek                                                                                     | cikk                                | 1924                     | Budapesti Hírlap, 1924. szept. 7.                                 |                                             |                                             |
| Hajnali szekérzörgés                                                                                 | publicisztikai mű                   | 1924                     | Budapesti Hírlap, 1924. szept. 14.                                |                                             |                                             |
| Kettős szoba                                                                                         | karcolat                            | 1924                     | Budapesti Hírlap, 1924. szept. 21.                                |                                             |                                             |
| Családi irodalom                                                                                     | cikk                                | 1924                     | Budapesti Hírlap, 1924. okt. 2.                                   |                                             |                                             |
| A kávéház jobban tudja                                                                               | karcolat dialógus formában          | 1924                     | Budapesti Hírlap, 1924. okt. 3.                                   |                                             |                                             |
| Részletfizetésre                                                                                     | karcolat                            | 1924                     | Budapesti Hírlap, 1924. okt. 8.                                   |                                             |                                             |
| Vasárnap                                                                                             | cikk                                | 1924                     | Budapesti Hírlap, 1924. okt. 19.                                  |                                             |                                             |
| A hiba. Egy titkos rendőr feljegyzéseiből (2)                                                        | elbeszélés (detektív történet)      | 1924                     | Szózat, 1924. okt. 10.                                            |                                             |                                             |
| A festőiskolában                                                                                     | cikk                                | 1924                     | Budapesti Hírlap, 1924. okt.                                      |                                             |                                             |
| A belföldi tényező                                                                                   | karcolat                            | 1924                     | Budapesti Hírlap, 1924. okt. 11.                                  |                                             |                                             |
| Az amerikai hús                                                                                      | karcolat                            | 1924                     | Budapesti Hírlap, 1924. okt. 17.                                  |                                             |                                             |
| A frázisok magasiskolája                                                                             | cikk                                | 1924                     | Budapesti Hírlap, 1924. okt. 18.                                  |                                             |                                             |
| Túl a stráfon                                                                                        | karcolat                            | 1924                     | Budapesti Hírlap, 1924. okt. 24.                                  |                                             |                                             |
| A meghűlés                                                                                           | karcolat                            | 1924                     | Budapesti Hírlap, 1924. okt. 30.                                  |                                             |                                             |
| Egy siker története                                                                                  | karcolat                            | 1924                     | Budapesti Hírlap, 1924. nov. 6.                                   |                                             |                                             |
| A kéjgáz                                                                                             | karcolat                            | 1924                     | Budapesti Hírlap, 1924. nov. 8.                                   |                                             |                                             |
| Az úr a levegőben                                                                                    | karcolat                            | 1924                     | Budapesti Hírlap, 1924. nov. 11.                                  |                                             |                                             |
| Az amerikai mogyoró és társai                                                                        | karcolat                            | 1924                     | Budapesti Hírlap, 1924. nov. 19.                                  |                                             |                                             |
| Az állam orvosa                                                                                      | szatíra                             | 1924                     | Budapesti Hírlap, 1924. nov. 30.                                  |                                             |                                             |
| Kelet és nyugat                                                                                      | publicisztikai mű                   | 1924. dec. 17.           |                                                                   |                                             |                                             |
| Mozaik – Beszélgetések a villamoson                                                                  | karcolat                            | 1924                     | Budapesti Hírlap, 1924. dec. 30.                                  |                                             |                                             |
| 1925                                                                                                 |                                     |                          |                                                                   |                                             |                                             |
| Különös eset                                                                                         | elbeszélés                          | 1925                     | Szózat, 1925. jan. 31.                                            |                                             |                                             |
| Raymond Radiguet a húszéves zseni                                                                    | cikk                                | 1925                     | Szózat, 1925. febr.                                               |                                             |                                             |
| A villámoskörte                                                                                      | szatíra (Detektívtörténet)          | 1925                     | Szózat, 1925. márc. 19.                                           |                                             |                                             |
| 1925 a démonok esztendeje. A japáni és az amerikai katasztrófák asztrológiai megvilágításban         | riport                              | 1925                     | Szózat, 1925. ápr. 5.                                             |                                             |                                             |
| Fiatal magyar irodalom. 1920-1925                                                                    | tanulmány                           | 1925                     | Szózat, 1925. ápr. 12.                                            |                                             |                                             |
| Interjú a kis diákkal, aki megszökött hazulról                                                       | riport                              | 1925                     | Szózat, 1925. máj. 9.                                             |                                             |                                             |
| Öngyilkossági járvány az ókorban                                                                     | tanulmány                           | 1925                     | Képes Krónika, 1925. máj. 17.                                     |                                             |                                             |
| Egy milliárdos koldus története                                                                      | riport                              | 1925                     | Szózat, 1925. jún. 8.                                             |                                             |                                             |
| Haukland Andreas                                                                                     | cikk                                | 1925                     | Szózat, 1925. jún. 10.                                            |                                             |                                             |
| Te meg én. Paul Géraldy verseskönyve magyarul                                                        | recenzió                            | 1925                     | Szózat, 1925. jún. 19.                                            |                                             |                                             |
| Kiss Ida: Kalászcsorduláskor                                                                         | recenzió                            | 1925                     | Szózat, 1925. júl. 29.                                            |                                             |                                             |
| Idegen istenek. Tamás Ernő verseskönyve                                                              | recenzió                            | 1925                     | Szózat, 1925. júl. 29.                                            |                                             |                                             |
| Egy családírtás története… vagy hogyan lett rendes ember a részeges suszterből                       | riport                              | 1925                     | Szózat, 1925. júl. 29.                                            |                                             |                                             |
| Budapest a koldusok városa                                                                           | riport                              | 1925                     | Szózat, 1925. aug. 2.                                             |                                             |                                             |
| Maupassant hetvenötödik születésnapját ünneplik Franciaországban                                     | cikk                                | 1925                     | Szózat, 1925. aug. 7.                                             |                                             |                                             |
| Egy titkosrendőr feljegyzéseiből, 3-4. rész                                                          | elbeszélés                          | 1925                     |                                                                   |                                             |                                             |
| 1926                                                                                                 |                                     |                          |                                                                   |                                             |                                             |
| Gyulai Pál, 1826-1926                                                                                | tanulmány                           | 1926                     | Szózat, 1926. jan. 2.                                             |                                             |                                             |
| Előjáték                                                                                             | elbeszélés                          | 1923-26                  | elveszett                                                         |                                             |                                             |
| Ismeretlen szerző                                                                                    | elbeszélés(?)                       | 1923-26                  | elveszett                                                         |                                             |                                             |
| Jávorka                                                                                              | kisregény                           | 1923-26                  | elveszett                                                         |                                             |                                             |
| Erdőirtás                                                                                            | elbeszélés                          | 1923-26                  | elveszett                                                         |                                             |                                             |
| Szabad ég alatt                                                                                      | elbeszélés                          | 1923-26                  | elveszett                                                         |                                             |                                             |
| Szombaton vége                                                                                       | kisregény                           | 1923-26                  | elveszett                                                         |                                             |                                             |
| Pater Theodor                                                                                        | elbeszélés                          | 1923-26                  | elveszett                                                         |                                             |                                             |
| 1927                                                                                                 |                                     |                          |                                                                   |                                             |                                             |
| Tavaszi vallomás                                                                                     | kritika                             | 1927                     | Protestáns Szemle, 1927. febr.                                    |                                             |                                             |
| A beszélő furulya                                                                                    | mese                                | 1927                     | Képes Luther-naptár, 1927.                                        |                                             |                                             |
| Szent János éjszakája                                                                                | kisregény                           | 1927                     | elveszett                                                         |                                             |                                             |
| Simon György szerencséje                                                                             | kisregény                           | 1927                     | elveszett                                                         |                                             |                                             |
| 1928-1929                                                                                            |                                     |                          |                                                                   |                                             |                                             |
| Ördöngösök                                                                                           | regény                              | 1928-29                  |                                                                   | Hamvas Béla művei – 28.                     | Hamvas Béla művei – 28.                     |
| A gyanakvó porkoláb                                                                                  | elbeszélés                          | 1929                     | Kincses Kalendáriom, 1929                                         |                                             |                                             |
| 1929-1931                                                                                            |                                     |                          |                                                                   |                                             |                                             |
| Juregia                                                                                              | szatíra                             | 1929-31                  | (Hamvas később ciklusba rendezte Nehéz nem szatírát írni címmel.) | Hamvas Béla művei – 29.                     | Hamvas Béla művei – 29.                     |
| A nagy ember                                                                                         | szatíra                             | 1929-31                  | (Hamvas később ciklusba rendezte Nehéz nem szatírát írni címmel.) | Hamvas Béla művei – 29.                     | Hamvas Béla művei – 29.                     |
| Ruvenzori                                                                                            | szatíra                             | 1929-31                  | (Hamvas később ciklusba rendezte Nehéz nem szatírát írni címmel.) | Hamvas Béla művei – 29.                     | Hamvas Béla művei – 29.                     |
| A hazugság diadala                                                                                   | szatíra                             | 1929-31                  | (Hamvas később ciklusba rendezte Nehéz nem szatírát írni címmel.) | Hamvas Béla művei – 29.                     | Hamvas Béla művei – 29.                     |
| Jubileum                                                                                             | szatirikus monológ                  | 1929-31                  | (Hamvas később ciklusba rendezte Nehéz nem szatírát írni címmel.) | Hamvas Béla művei – 29.                     | Hamvas Béla művei – 29.                     |
| A káposztáskert                                                                                      | szatíra                             | 1929-31                  | (Hamvas később ciklusba rendezte Nehéz nem szatírát írni címmel.) | Hamvas Béla művei – 29.                     | Hamvas Béla művei – 29.                     |
| Oidipusz                                                                                             | szatíra                             | 1929-31                  | (Hamvas később ciklusba rendezte Nehéz nem szatírát írni címmel.) | Hamvas Béla művei – 29.                     | Hamvas Béla művei – 29.                     |
| 1930                                                                                                 |                                     |                          |                                                                   |                                             |                                             |
| Beszélgetés az Akropoliszon                                                                          | „szatíra-dráma-költemény-tanulmány” | 1930                     |                                                                   | 29                                          | 29                                          |
| Túlvilági kalauz                                                                                     | szatíra                             | 1930 (?)                 | Később Hamvas Béla A babérligetkönyve c. kötetbe sorolta.         | 5                                           | 5                                           |
| James Joyce Ulyssese                                                                                 | recenzió                            | 1930                     | Nyugat, 1930. máj.                                                |                                             |                                             |
| [Levél Babits Mihálynak]                                                                             | levél                               | Budapest, 1930. máj. 26. |                                                                   | 25                                          | 25                                          |
| Raven, Alice: The theory of a murder [magyarul: Alice Raven: Egy gyilkos elmélet]                    | recenzió                            | 1930                     | Társadalomtudomány, 1930. máj. – aug.                             |                                             |                                             |
| Aldous Huxley és a véleményregény                                                                    | művészeti írás                      | 1930                     | Nyugat, 1930. aug.                                                | 27                                          | 27                                          |
| Bizonyos tekintetben                                                                                 | regény                              | 1930                     |                                                                   |                                             |                                             |
| [Levél Babits Mihálynak]                                                                             | levél                               | 1930.                    |                                                                   | 25                                          | 25                                          |
| Dreiser Theodore és az ,,amerikai tragédia”                                                          | cikk                                | 1930                     | Nyugat, 1930. szept.                                              |                                             |                                             |
| Russel B.: The prospect of industrial civilization [magyarul: B. Russel: Az ipari társadalom jövője] | recenzió                            | 1930                     | Társadalomtudomány, 1930. szept. – dec.                           |                                             |                                             |
| A ballanreaei földesúr. Stevenson Robert Louis regénye                                               | recenzió                            | 1930                     | Nyugat, 1930. dec.                                                |                                             |                                             |
| Nietzsche-jubileum                                                                                   | esszé                               | 1930                     | Nyugat, 1930. dec.                                                | 30                                          | 30                                          |
| Freud: Rossz közérzet a kultúrában                                                                   | ismertető esszé                     | 1930                     | Megjelent a Nyugatban                                             |                                             |                                             |

### Publicisztikai korszak II. (1930-1940)
| Cím | Műfaj                                                     | Keletkezés ideje                                                                               | Megjelenés helye és ideje | Helye a Hamvas Életműsorozatban (kötetszám)      |
| 1930-1945 |                                                           |                                                                                                | |                                                  |
| A babérligetkönyv 1. A babérligetkönyv 2. Meditáció a hegytetőn 3. A virágszedés lélektana 4. Reggeli feljegyzés 5. Aranynapok 6. Antik és modern tájkép 7. Túlvilági kalauz 8. Paidokratia 9. Kierkegaard Szicíliában 10. Ízek 11. Téli terv 12. A magányos király könyve 13. A tamariszkusz alatt 14. A jövő könyve 15. A konyhakert 16. Íróasztalkultúra 17. Imaginárius könyvek 18. Fák 19. Olbrin Joachim csodálatos utazása 20. Thoreau 21. Faragott fejek 22. Az utazótáska 23. A madarak éneke 24. Csillagok 25. Álom | esszégyűjtemény                                           | 1930-45                                                                                        | | 5                                                |
| 1931 |                                                           |                                                                                                | |                                                  |
| Wolf Solent | esszé                                                     | 1931                                                                                           | Nyugat, 1931. jan. |                                                  |
| Cabell Jürgenje | esszé                                                     | 1931                                                                                           | Nyugat, 1931. jan. |                                                  |
| [Levél Babits Mihálynak] | levél                                                     | Budapest, 1931. febr. 6.                                                                       | | 25                                               |
| Romain Rolland: Goethe és Beethoven | esszé                                                     | 1931                                                                                           | Protestáns szemle, 1931. febr. |                                                  |
| E. E. Dwinger háborús könyvei | két könyv recenziója                                      | 1931. ápr.                                                                                     | |                                                  |
| James Joyce: Anna Livia Plurabelle | esszé                                                     | 1931                                                                                           | Nyugat, 1931. máj. |                                                  |
| Osbert Sitwell | művészeti írás                                            | 1931                                                                                           | Nyugat, 1931. nov. 16. | 27                                               |
| Berda József: Irgalmas szegénység | esszé                                                     | 1931                                                                                           | Protestáns szemle, 1931. dec. |                                                  |
| 1932 |                                                           |                                                                                                | |                                                  |
| Új középkor. Nyikolaj Bergyajev történetfilozófiája | esszé                                                     | 1932                                                                                           | Protestáns Szemle, 1932. jan. | 30                                               |
| Pásztor József: Az atyafiak | recenzió                                                  | 1932                                                                                           | Protestáns Szemle, 1932 |                                                  |
| Tretjakov, Sergej: Feldherre. Kampf um eine Kollektivwirtschaft [magyarul: Sergej Tretjakov: Földesurak. Harc egy kollektív gazdaságért] | recenzió                                                  | 1932                                                                                           | Társadalomtudomány, 1932. jan. – márc. |                                                  |
| Galsworthy | művészeti írás                                            | 1932                                                                                           | Napkelet, 1932. márc. | 27                                               |
| Szabó Dezső: Megered az eső | könyvrecenzió                                             | 1932                                                                                           | Protestáns szemle, 1932. márc. |                                                  |
| Lewis Silclair: Wren urunk. Regény | esszé                                                     | 1932                                                                                           | Protestáns szemle, 1932. ápr. |                                                  |
| Dallos Sándor: Betegek. Regény | recenzió                                                  | 1932                                                                                           | Protestáms Szemle, 1932. |                                                  |
| Olosz Lajos: Barlanghomály. Versek | recenzió                                                  | 1932                                                                                           | Protestáns Szemle, 1932. |                                                  |
| Babits Mihály: Új anthológia | recenzió                                                  | 1932                                                                                           | Napkelet, 1932. máj. |                                                  |
| Norvég elbeszélések | esszé                                                     | 1932                                                                                           | Nyugat, 1932. máj. |                                                  |
| Új orosz regények | esszé                                                     | 1932                                                                                           | Nyugat, 1932. máj. |                                                  |
| Suarés | művészeti írás                                            | 1932                                                                                           | Napkelet, 1932. máj. | Hamvas Béla művei – 27.                          |
| Aranyborjú-művészet (Upton Sinclair: Mammonart) | esszé                                                     | 1932                                                                                           | Napkelet, 1932. jún. |                                                  |
| Axel Munthe: San Michele | recenzió                                                  | 1932                                                                                           | Napkelet, 1932. jún. |                                                  |
| Ernest Hemingway regényei | művészeti írás                                            | 1932                                                                                           | Napkelet, 1932. szept. | Hamvas Béla művei – 27.                          |
| Magyar elbeszélők svéd nyelven | esszé                                                     | 1932                                                                                           | Napkelet, 1932. szept. |                                                  |
| Az angol háborús nemzedék regénye (Sasoon és Graves) | két könyv recenziója                                      | 1932                                                                                           | Napkelet, 1932. okt. |                                                  |
| Marczell Mihály: A bontakozó történet | recenzió                                                  | 1932                                                                                           | Protestáns szemle, 1932. okt. |                                                  |
| Egy amerikai Bourget | művészeti írás                                            | 1932                                                                                           | Napkelet, 1932. nov. | Hamvas Béla művei – 27.                          |
| Berda József: Örökkévaló lobogással | esszé                                                     | 1932                                                                                           | Protestáns szemle, 1932. nov. |                                                  |
| John Galsworthy | művészeti írás                                            | 1932                                                                                           | Napkelet, 1932. dec. | Hamvas Béla művei – 27.                          |
| 1933 |                                                           |                                                                                                | |                                                  |
| A ,,42. szélességi fok” és ,,Ezerkilencszáztizenkilenc” (John Dos Passos regénye) | esszé                                                     | 1933                                                                                           | Napkelet, 1933. jan. |                                                  |
| A négyszáz éves Montaigne | esszé                                                     | 1933                                                                                           | Debreceni Szemle, 1933. jan. | Hamvas Béla művei – 30.                          |
| Szakáts László: Külföldi irodalom | recenzió                                                  | 1933                                                                                           | Napkelet, 1933. jan. – jún. |                                                  |
| A „sötét nap” költője: David Herbert Lawrence | tanulmány                                                 | 1933                                                                                           | Új Auróra, 1988. febr. | Hamvas Béla művei – 27.                          |
| Vázlat egy apokaliptikus történetfilozófiához | esszé                                                     | 1933                                                                                           | Független Szemle, 1933. márc. | Hamvas Béla művei – 30.                          |
| Öt angol regény magyarul | esszé                                                     | 1933                                                                                           | Napkelet, 1933. márc. |                                                  |
| Galsworthy | esszé                                                     | 1933                                                                                           | Napkelet, 1933. márc. |                                                  |
| Nikolaj Berdjajew: Le christianisme et la lutte des classes | recenzió                                                  | 1933                                                                                           | Protestáns Szemle, 1933 |                                                  |
| Szalaccsy Imre: A fekete ember | recenzió                                                  | 1933                                                                                           | Protestáns Szemle, 1933 |                                                  |
| Meschendörfer Adolf: Corona, Regény | recenzió                                                  | 1933                                                                                           | Protestáns Szemle, 1933 |                                                  |
| Az arany sólyom – egy névtelen siker | esszé                                                     | 1933                                                                                           | Napkelet, 1933. máj. |                                                  |
| Három kép a magyar írás galériájából | művészeti írás                                            | 1933                                                                                           | Független Szemle, 1933. jún. – szept. | Hamvas Béla művei – 27.                          |
| Aldous Huxley, a homéroszi angol | tanulmány                                                 | 1933                                                                                           | Napkelet, 1933. júl. | Hamvas Béla művei – 27.                          |
| Benzinkút (Sinclair Lewis Free air c. regénye) | recenzió                                                  | 1933                                                                                           | Napkelet, 1933. júl. |                                                  |
| Angol könyv a magyar földről és népről: Lovina Steward Smith: Hungary, land and people | recenzió                                                  | 1933                                                                                           | Napkelet, 1933. aug. |                                                  |
| Egy új Ady-revízió | tanulmány                                                 | 1933                                                                                           | Független szemle, 1938. nov. | 27                                               |
| 1934 |                                                           |                                                                                                | |                                                  |
| Remenyik Zsigmond: Mese habbal | könyvrecenzió                                             | 1934                                                                                           | Független szemle, 1934. febr. |                                                  |
| A 42. szélességi fok | esszé                                                     | 1934                                                                                           | Független szemle, 1934. márc. |                                                  |
| A XX. század angol regényírói | művészeti írás                                            | 1934                                                                                           | Protestáns Szemle, 1934. márc. | 27                                               |
| John Cowper Powys | tanulmány                                                 | 1934                                                                                           | Napkelet, 1934. ápr. | 27                                               |
| Papini Giovanni: Gog | recenzió                                                  | 1934                                                                                           | Protestáns Szemle, 1934 |                                                  |
| Ráttkay R. Kálmán: Modern országépítés | recenzió                                                  | 1934                                                                                           | Protestáns Szemle, 1934 |                                                  |
| Természettudományos mitológia | esszé                                                     | 1934                                                                                           | Debreceni Szemle, 1934. máj. | 30                                               |
| A modern Amerika regénye | művészeti írás                                            | 1934                                                                                           | Protestáns Szemle, 1934. jún. | 27.                                              |
| Inka kövek | esszé                                                     | 1934                                                                                           | Napkelet, 1934. júl. | 7 (lásd: az Arkhai c. esszékötet részeként)      |
| Eliot versei és tanulmányai | művészeti írás                                            | 1934                                                                                           | Napkelet, 1934. júl. | 27                                               |
| Világirodalmi távlatok | művészeti írás                                            | 1934                                                                                           | Napkelet, 1934. júl. | 27                                               |
| Az orosz emigráció történetfilozófiája | esszé                                                     | 1934                                                                                           | Társadalomtudomány, 1934. júl. – szept. | 30                                               |
| Három Goethe-töredék | művészeti írás                                            | 1934                                                                                           | Független Szemle, 1934. aug. | 27                                               |
| És ami utána következik. Szekfű Gyula könyvéről | recenzió                                                  | 1934                                                                                           | Független szemle, 1934. aug. |                                                  |
| A halhatatlanság híradása – Wordsworth | tanulmány                                                 | 1934                                                                                           | Kortárs, 2003. febr. | 27                                               |
| Schumann | tanulmány                                                 | 1934                                                                                           | Független Szemle, 1934. okt. | 27                                               |
| Bizánc | esszé                                                     | 1934                                                                                           | Válasz, 1934. okt. | 30                                               |
| Keyserling új könyve | esszé                                                     | 1934. okt. – dec.                                                                              | |                                                  |
| Szerb Antal: A magyar irodalom története | esszé                                                     | 1934                                                                                           | Független szemle, 1934. nov. |                                                  |
| 1934-1939 |                                                           |                                                                                                | |                                                  |
| Ars poetica. Igen is, meg nem is | esszé                                                     | 1934-39                                                                                        | Hamvas Béla művei – 30., 2017 | 30                                               |
| 1934-1937 |                                                           |                                                                                                | |                                                  |
| Álarc és koszorú 1. Dyonysos 2. Nietzsche halála 3. A vér és a verejték 4. Új arisztokrácia 5. Ephébos 6. Az idill | esszégyűjtemény                                           | 1934-37                                                                                        | Hamvas Béla művei – 30., 2017 | 30                                               |
| 1935 |                                                           |                                                                                                | |                                                  |
| Eliot | esszé                                                     | 1935                                                                                           | Válasz, 1935. jan. | 27                                               |
| A magány szociológiája | esszé                                                     | 1935                                                                                           | Társadalomtudomány, 1935. jan. – márc. | 30                                               |
| Sanctus Januarius | művészeti írás                                            | 1935                                                                                           | Független Szemle, 1935. jan. | 27                                               |
| P. Eldridge: A bolygó zsidó önéletrajza | könyvrecenzió                                             | 1935. febr.                                                                                    | |                                                  |
| Axel Munthe: Régi könyv emberekről és állatokról | recenzió                                                  | 1935                                                                                           | Protestáns Szemle, 1935 |                                                  |
| Gertrud Le Fort: A ghettóból jött pápa | könyvrecenzió                                             | 1935                                                                                           | Napkelet, 1935. febr. |                                                  |
| Szentkuthy Miklós: Prae | könyvrecenzió                                             | 1935                                                                                           | Napkelet, 1935. febr. |                                                  |
| Michael Gold: Zsidók pénz nélkül | könyvrecenzió                                             | 1935                                                                                           | Napkelet, 1935. márc. |                                                  |
| Julien Green: Az álmodó | esszé                                                     | 1935                                                                                           | Protestáns szemle, 1935. márc. |                                                  |
| Ember művészet nélkül | esszé                                                     | 1935                                                                                           | Napkelet, 1935. ápr. |                                                  |
| Egzisztenciafilozófia | esszé                                                     | 1935                                                                                           | Protesténs Szemle, 1935. ápr. | 30                                               |
| Modern apokalipszis | esszé                                                     | 1935                                                                                           | Társadalomtudomány, 1935. ápr. – szept. | 30                                               |
| Walpole Hugh: A Herries-család | recenzió                                                  | 1935                                                                                           | Napkelet, 1935. máj. |                                                  |
| Eton Robert: Hajnaltól alkonyig | recenzió                                                  | 1935                                                                                           | Napkelet, 1935. máj. |                                                  |
| Kultúrmorfológia | esszé                                                     | 1935                                                                                           | Protestáns Szemle, 1935. jún. | 30                                               |
| Sziget, 1. kötet |                                                           |                                                                                                | 1935. aug. |                                                  |
| Lernet-Holena | művészeti írás                                            | 1935                                                                                           | Napkelet, 1935. okt. | 27                                               |
| Nyikoláj Bergyajev: Marxizmus és vallás | könyvrecenzió                                             | 1935. okt. – dec.                                                                              | |                                                  |
| Marr, Heinz: Die Massenwelt im Kampf um ihre Form [magyarul: Heinz Marr: A tömegvilág harca a maga formájáért] | recenzió                                                  | 1935                                                                                           | Társadalomtudomány, 1935. okt. – dec. |                                                  |
| Az asztrológia újjászületése | esszé                                                     | 1935                                                                                           | Katolikus Szemle, 1935. dec. | 30                                               |
| 1935-1936 |                                                           |                                                                                                | |                                                  |
| Sziget 1. Brueghel 2. Az írás platonizmusa 3. Rilke levelei 4. Nietzsche és a George-kör | esszégyűjtemény                                           | 1935-36                                                                                        | | 18                                               |
| Sziget |                                                           | 1935-36                                                                                        | Hamvas Béla Kiskönyvtár 2. (Medio Kiadó, 2020) | A 258 szövegvariánsa; Hamvas Béla Kiskönyvtár 2. |
| 1936 |                                                           |                                                                                                | |                                                  |
| Bachofen | esszé (?)                                                 | 1935 – 1936. jan.                                                                              | Elveszett (?) |                                                  |
| Bevezetés a butaságba | esszé (?)                                                 | 1935 – 1936. jan.                                                                              | Elveszett (?) |                                                  |
| Az utószó a Tündérországhoz | esszé (?)                                                 | 1935 – 1936. jan.                                                                              | Elveszett (?) |                                                  |
| [Levél Sárközi Györgynek] | levél                                                     | 1936. jan. 11.                                                                                 | |                                                  |
| [Levél Sárközi Györgynek] | levél                                                     | 1936. jan. 18.                                                                                 | | 25                                               |
| Jean Giraudoux: Harc az angyallal | esszé                                                     | 1936                                                                                           | Protestáns szemle, 1936. jan. |                                                  |
| Albert Schweitzer: Orvos az őserdőben | recenzió                                                  | 1936                                                                                           | Protestáns Szemle, 1936 |                                                  |
| A ,,Pour la Science” szociológiai kiadványai | cikk                                                      | 1936                                                                                           | Társadalomtudomány, 1936. jan. – jún. |                                                  |
| Krízis és katarzis | tanulmány                                                 | 1936                                                                                           | Társadalomtudomány, 1936. jan. – jún. | 31                                               |
| Ludwig Klages: Grundlegung der Wissenschaft vom Ausdfruck | recenzió                                                  | 1936                                                                                           | Esztétikai Szemle, 1936 |                                                  |
| Jeffers | tanulmány                                                 | 1936                                                                                           | Válasz, 1936. febr. | 27                                               |
| Szellemi törekvések a magyar irodalomban (1900-1935) | esszé                                                     | 1936                                                                                           | Országút, 1936. márc. 6-9. | 15                                               |
| Prohács Margit: A zeneesztétika alapproblémái | recenzió                                                  | 1936                                                                                           | Válasz, 1936. márc. |                                                  |
| Jelusich Mirko: Caesar | recenzió                                                  | 1936                                                                                           | Napkelet, 1936. márc. |                                                  |
| Sziget, II. kötet |                                                           |                                                                                                | 1935. ápr. |                                                  |
| A jövő árnyéka (J. Huizinga könyve) | esszé                                                     | 1936                                                                                           | Protestáns szemle, 1936. máj. | 31                                               |
| A válság pszichológiája | esszé                                                     | 1936                                                                                           | Országút, 1936. máj. | 31                                               |
| Reizler Kurt: Traktat von Schönen | recenzió                                                  | 1936                                                                                           | Esztétikai szemle, 1936. |                                                  |
| Az Aphaia-templom | esszé                                                     | 1936                                                                                           | Később belekerült az Arkhai c. esszékötetbe. | 7                                                |
| Modern szobrászat és művészetelmélet | tanulmány                                                 | 1936                                                                                           | Esztétikai szemle, 1936 | 26                                               |
| A magyar Hüperión, 1. rész | levélformában írt költői próza                            | Az 1936-os szöveg részben Hamvas Béla által, részben Kemény Katalin által átdolgozott variánsa | | 15                                               |
| A magyar Hüperión, 2. rész | levélformában írt költői próza                            | Az 1936-os szöveg részben Hamvas Béla által, részben Kemény Katalin által átdolgozott variánsa | | 15                                               |
| Utóhang | részlet A magyar Hyperion 1936-os első szövegváltozatából | 1936                                                                                           | | 15                                               |
| Vádirat a szellem ellen | esszé                                                     | 1936                                                                                           | | 14 (csak a 2. kiadásban szerepel)                |
| Győrffy László: Asztrológia | recenzió                                                  | 1936                                                                                           | Protestáns szemle, 1936. jún. |                                                  |
| Marconnay Tibor: Világtükör | recenzió                                                  | 1936                                                                                           | Protestáns szemle, 1936. júl. – szept. |                                                  |
| Baktay Ervin: Szanátana dharma, Az örök törvény | recenzió                                                  | 1936                                                                                           | Protestáns szemle, 1936. júl. – szept. |                                                  |
| Schlumberger Jean: A családfő. Regény | recenzió                                                  | 1936                                                                                           | Protestáns Szemle, 1936 |                                                  |
| [Levél Molnár Antalnak] | levél                                                     | Budapest, 1936. aug. 23.                                                                       | | 25                                               |
| Szentkuthy Miklós: Az egyetlen metafora felé | recenzió                                                  | 1936                                                                                           | Napkelet, 1936. szept. |                                                  |
| A közvélemény anatómiája | esszé                                                     | 1936                                                                                           | Országút, 1936. szept. – okt. | 31                                               |
| Huizinga krízis-könyve | esszé                                                     | 1936                                                                                           | Társadalomtudomány, 1936. szept. – okt. | 31                                               |
| Katolikus megújhodás | tanulmány                                                 | 1936. okt.                                                                                     | Elveszett (?) |                                                  |
| Liszt-jubileum | művészeti írás                                            | 1936                                                                                           | Válasz, 1936. okt. | 27                                               |
| [Levél Sárközi Györgynek] | levél                                                     | Budapest, 1936. okt. 13.                                                                       | | 25                                               |
| Herakleitos múzsái vagy a természetről. Pontos irányítás az élet célja felé | tanulmány                                                 | 1936 ősz                                                                                       | In: Herakleitos múzsái vagy a természetről. Pontos irányítás az élet célja felé (Kövendi Dénes bevezetésével, Hamvas Béla kísérőtanulmányával, Kerényi Károly jegyzeteivel, Stemma, 1936) |                                                  |
| Az esztétikák szükségessége és hiábavalósága | esszé                                                     | 1936. nov.                                                                                     | |                                                  |
| Prohászka Lajos könyvéről – A magyar sorstudomány megalapítása | esszé                                                     | 1936                                                                                           | Társadalomtudomány, 1936. nov. – dec. |                                                  |
| Rabelais magyarul | esszé                                                     | 1936                                                                                           | Napkelet, 1936. dec. |                                                  |
| Tudományvallás és vallástudomány | esszé                                                     | 1936                                                                                           | Válasz, 1936. dec. | 31                                               |
| 1937 |                                                           |                                                                                                | |                                                  |
| Chesterton, Gilbert Keith: Father Brown bölcsessége | esszé                                                     | 1937                                                                                           | Protestáns szemle, 1937. febr. |                                                  |
| Újkori emberarcok. A nagy szfinx | recenzió                                                  | 1937                                                                                           | Katolikus szemle, 1937. máj. |                                                  |
| Az örökkévalóság | esszé                                                     | 1937                                                                                           | Katolikus szemle, 1937 |                                                  |
| Schütz Antal őrségváltása | esszé                                                     | 1937                                                                                           | Katolikus szemle, 1937 |                                                  |
| Bakony | riport-esszé                                              | 1937                                                                                           | Napkelet, 1937. jún. | 16                                               |
| Kemenesalja | tanulmány                                                 | 1937 tavasza                                                                                   | kiadatlan |                                                  |
| Velázquez | tanulmány                                                 | 1937                                                                                           | Esztétikai szemle, 1937. | 26                                               |
| Marius és Kallista | esszé                                                     | 1937                                                                                           | Napkelet, 1937. dec. | 31                                               |
| Művészet és játék (Bradshaw, J. Williams: Play and art) | esszé                                                     | 1937                                                                                           | Esztétikai szemle, 1937. III./2-3. 113-117. o.; átdolgozott változata a Babérligetkönyv része lett.                                                                                       | 31                                               |
| A művész egyénisége (Pierre Paul jourdain: L’individualité de l’artiste) | esszé                                                     | 1937                                                                                           | Esztétikai szemle, 1937. III./4. 194-197. o.; átdolgozott változata a Babérligetkönyv része lett.                                                                                         | 31                                               |
| Művészet és élet (Hans Flügel: Kunst und Leben) | esszé                                                     | 1937                                                                                           | Esztétikai szemle, 1937. III./4. 198-201. o.; átdolgozott változata a Babérligetkönyv része lett.                                                                                         | 31                                               |
| Descartes és az egzisztenciafilozófia (Jaspers Descartes-könyve) | esszé                                                     | 1937                                                                                           | Megj.: az Atheneum c. folyóiratban. Hamvas Béla művei – 31. | 31                                               |
| Hamvas Béla vallomásai olvasmányairól – Válasz Kőhalmi Béla ,,Új Könyvek Könyve+ című kötetének körkérdésére | cikk                                                      | 1937                                                                                           | Megj.: Kőhalmi Béla: Az új könyvek könyve c. kötet részeként. | 31                                               |
| Szépség (Theodor Haecker könyve) | recenzió                                                  | 1937                                                                                           | Esztétikai szemle, 1937. |                                                  |
| Bruno Goetz: Deutsche Dichtung. Unrsprung und Sendung | recenzió                                                  | 1937                                                                                           | Esztétikai Szemle, 1937. |                                                  |
| Aenoa, a halott város | esszészerű útirajz                                        | 1937. dec. (elhangzott a rádióban)                                                             | elveszett! |                                                  |
| Hexakümion I. Szellem és ókortudomány 1. Nietzsche görögsége 2. Wilamowitz – Rohde – Otto 3. A George-kör 4. Kerényi II. A szcientizmus 5. Hybris scientifica 6. A szellem entrópiája 7. Az egzisztencialisztikus fordulat 8. A modern vallásosság értelme III. La béte religieuse 9. A vallásos ember világhelyzete 10. Pszichológiai kitérés 11. Hős és bűnös 12. A paradoxon IV. A hiteles görögség 13. A görög valóság 14. Az idő 15. Hérosz és aranykor 16. A világegyetem fia V. A theiosz anthróposz 17. Az isteni jelző használata az Iliászban 18. Az alétheia 19. A klasszika 20. Zeusz három arca VI. A görögség bírálata 21. Az ókortudat elemzése 22. Természet és szerelem 23. Az agón 24. Dionüszosz | esszégyűjtemény                                           | 1937                                                                                           | | 5                                                |
| 1938 |                                                           |                                                                                                | |                                                  |
| A világválság | előszó                                                    | 1938. jan. 1.                                                                                  | A Fővárosi Könyvtár Évkönyve, 1937 | 31                                               |
| A válság irodalma | bibliográfia                                              | 1938. jan. 1.                                                                                  | A Fővárosi Könyvtár Évkönyve, 1937 |                                                  |
| A tömegek lázadása | esszé                                                     | 1938                                                                                           | Társadalomtudomány, 1938. jan. – jún. | 31                                               |
| Szeged | tanulmány                                                 | 1938 tavasza                                                                                   | kiadatlan |                                                  |
| Paul Hofmann: Sinn und Geschichte | recenzió                                                  | 1938                                                                                           | Athenaeum, 1938 |                                                  |
| Otto J. Hartmann: Erde und Kosmos im Leben des Menschen, der Naturreiche, Jahreszeiten und Elemente | recenzió                                                  | 1938                                                                                           | Athenaeum, 1938 |                                                  |
| A tükör | esszé                                                     | 1938                                                                                           | Napkelet, 1938. márc. | 31                                               |
| A XX. század Platón képe | tanulmány                                                 | 1938                                                                                           | Megj.: az Atheneum c. folyóiratban.. | 31                                               |
| A világnézetek lélektana. Noszlopi László könyve | recenzió                                                  | 1938                                                                                           | Katolikus szemle, 1938. jún. |                                                  |
| Az ember az ellentmondásban | esszé                                                     | 1938                                                                                           | Katolikus szemle, 1938 |                                                  |
| ,,A mai világ képe” (Szellemi élet) | esszé                                                     | 1938. jún. – szept.                                                                            | |                                                  |
| Burkamp, Wilhelm: Wirklichkeit und Sinn [magyarul: Wilhelm Burkamp: Valóság és értelem] | recenzió                                                  | 1938                                                                                           | Athenaeum, 1938. |                                                  |
| Sorokin szociológiája | esszé                                                     | 1938                                                                                           | Társadalomtudomány, 1938. júl. – dec. | 31                                               |
| Az olympiai Apollón | esszé                                                     | 1938                                                                                           | Napkelet, 1938. szept. | 7 (lásd: Arkhai)                                 |
| Szellem és hatalom | esszé                                                     | 1938                                                                                           | Országépítés, 1939. | 31                                               |
| 1939 |                                                           |                                                                                                | |                                                  |
| E. R. Jaensch: Der Gegentypus. Psychologisch-antropologische Grundlagen deutscher Kulrutphilosophie [magyarul: E. R. Jaensch: Az ellentípus. A német kultúrfilozófia lélektani-antropológiai alapjai] | könyvrecenzió                                             | 1939                                                                                           | Társadalomtudomány, 1939. jan. – jún. |                                                  |
| Werner Sombart: Vom Menschen. Versuch einer geisteswissenschaftlichen Anthropologie [magyarul: Werner Sombart: Az emberről. A szellemtudományi antropológia kísérlete] | recenzió                                                  | 1939                                                                                           | Társadalomtudomány, 1939. jan. – jún. |                                                  |
| Christopher Dawson: Beyond politics | könyvrecenzió                                             | 1939. jan. – jún.                                                                              | |                                                  |
| Christopher Dawson: Európa születése | recenzió                                                  | 1939                                                                                           | Napkelet, 1939, márc. |                                                  |
| Az észak-amerika petroglifák | esszé                                                     | 1939                                                                                           | Napkelet, 1939. febr. | 7 (lásd: Arkhai)                                 |
| Indián szőttesek | esszé                                                     | 1939                                                                                           | Napkelet, 1939. máj. | 7 (lásd: Arkhai)                                 |
| Heidegger exisztenciális filozófiája | előadás                                                   | 1939. máj. 9.                                                                                  | Hamvas Béla hozzászólása Jánosi József a Magyar Filozófiai Társaság 1939. máj. 9-i vitaülésén azonos címen elhangzott előadásához.                                                        | 31                                               |
| Athén és Jeruzsálem | esszé                                                     | 1939                                                                                           | Katolikus szemle, 1939. júl. | 31                                               |
| Georg és Hofmannsthal levelezése | esszé                                                     | 1939                                                                                           | Napkelet, 1939. júl. |                                                  |
| Finnegan ébredése | esszé                                                     | 1939                                                                                           | Napkelet, 1939. júl. |                                                  |
| Szellem és háború | esszé                                                     | 1939.                                                                                          | Társadalomtudomány, 1939. júl. – dec. | 31                                               |
| Philip Lindsay: A mirror for ruffians | könyvrecenzió                                             | 1939. júl. – dec.                                                                              | Társadalomtudomány, 1939. júl. – dec. |                                                  |
| Az öt géniusz | előadás                                                   | 1939 körül                                                                                     | | Az azonos című esszé eredeti változata.          |
| A természet világa (A csillagos ég. – A légkör) | esszé                                                     | 1939                                                                                           | Napkelet, 1939. aug. |                                                  |
| Lin Yutang: Mi kínaiak | recenzió                                                  | 1939                                                                                           | Napkelet, 1939. aug. |                                                  |
| Kelemen Pál: Istenek csatatere | recenzió                                                  | 1939                                                                                           | Napkelet, 1939. aug. |                                                  |
| Litai | szabadvers                                                | 1939                                                                                           | | 33                                               |
| Poetica Metaphysica | tanulmány                                                 | 1939                                                                                           | Esztétikai Szemle, 1939 | 27                                               |
| A modern társadalom idolumai | esszé                                                     | 1939                                                                                           | Országépítés, 1939. | 31                                               |
| Egyéniség és sors | előadás                                                   | 1939                                                                                           | Elhangzott: 1939. okt. 10. | 31                                               |
| Híg magyar, jött magyar, mély magyar | esszé                                                     | 1939                                                                                           | Katolikus Szemle, 1939. nov. | 15                                               |
| Bepillantás a szovjet irodalomba | esszé                                                     | 1939                                                                                           | Magyarság, 1939. dec. |                                                  |

### A hagyomány jegyében I. (1940-1950)
| Cím | Műfaj                                                                    | Keletkezés ideje                 | Megjelenés helye és ideje | Helye a Hamvas Életműsorozatban (kötetszám)                                           |
| 1940 |                                                                          |                                  | |                                                                                       |
| A Taoteking-ből | bevezetés és fordítás                                                    | 1940                             | Napkelte, 1940. jan. | 32                                                                                    |
| Janko Janeff: Dämonie des Jahrhunderts [magyarul: Janko Janeff: Az évszázadok démona] | könyvrecenzió                                                            | 1940. jan. – febr.               | Társadalomtudomány, 1940. jan. – febr. |                                                                                       |
| Cyril M. E. Joad: Guide to modern wickedness [magyarul: Cyril M. E. Joad: Útmutató a modern gonoszsághoz] | könyvrecenzió                                                            | 1940. jan. – febr.               | Társadalomtudomány, 1940. jan. – febr. |                                                                                       |
| A melankólia anatómiája. Robert Burton, a XVII, század egzisztencia-filozófusa | esszé                                                                    | 1940                             | Pannónia, 1940. jan. – márc. | 32                                                                                    |
| A két beszél. (Majthényi György könyve) | recenzió                                                                 | 1940                             | Napkelet, 1940. febr. |                                                                                       |
| Grehard Krüger: Einsicht und Leidenschaft. Das Wesen des platonischen Denkens | recenzió                                                                 | 1940                             | Athenaeum, 1940 |                                                                                       |
| Walter Konrad: Der Untergang des Materialismus und die Grundlegung des biomagischen Weltbildes | recenzió                                                                 | 1940                             | Athenaeum, 1940 |                                                                                       |
| A németség jelleme | esszé                                                                    | 1940                             | Katolikus Szemle, 1940. márc. | 32                                                                                    |
| Homo ludens. Huizinga Jan új könyve | recenzió                                                                 | 1940                             | Társadalomtudomány, 1940. márc. – ápr. | 32                                                                                    |
| A tanulmány (Matisse Joseph: Essai sur l’essai) | recenzió                                                                 | 1940                             | Esztétikai Szemle, 1940 | 32                                                                                    |
| [Levél Gulyás Pálnak] | levél                                                                    | kézbesítve: 1940. ápr. 3.        | Életműsorozat 25. (Levelek); Magyar Hüperión, I. évf. 1. szám (2013. máj. – júl.) | 25                                                                                    |
| [Levél Gulyás Pálnak] | levél                                                                    | kézbesítve: 1940. máj. 22.       | | 25                                                                                    |
| Harry Elmer Barnes: Az átalakuló társadalom. Egy változó kor kérdése | recenzió                                                                 | 1940                             | Társadalomtudomány, 1940. máj. – jún. |                                                                                       |
| Le Roy Newel Sims: A társadalmi változás kérdése | recenzió                                                                 | 1940                             | Társadalomtudomány, 1940. máj. – jún. |                                                                                       |
| Az öt géniusz földje | nagyesszé                                                                | 1940, átdolg.: 1959. szept.      | Hamvas Béla Kiskönyvtár 6. (Medio Kiadó, Bp. 2021.) |                                                                                       |
| A hely és pillanat | esszérészlet                                                             | 1940                             | In: A valóságban felébredni. (Medio Kiadó, Bp. 2016.) | részlet Az öt géniusz földjéből.                                                      |
| Molnár Antal esztétikája | esszé                                                                    | 1940                             | Esztétikai szemle, 1940. |                                                                                       |
| [Levél Gulyás Pálnak] | levél                                                                    | kézbesítve: 1940. júl. 5.        | | 25                                                                                    |
| Stonhenge, a szikla eksztázisa | esszé                                                                    | 1940                             | Napkelet, 1940. júl. | 7 (lásd: Arkhai)                                                                      |
| Lin Yutang: A bölcs mosoly | recenzió                                                                 | 1940                             | Napkelet, 1940. aug. |                                                                                       |
| Ismertető Gulyás Pál: Költők sorsa Debrecenben c. kötetéhez | ismertető esszé                                                          | 1940. nov. – dec.                | Töredék. Megjelent: Polisz, 1989. |                                                                                       |
| Leopold Von Wiese: Homo sun. Gondolatok egy átfogó antropológiához | recenzió                                                                 | 1940                             | Társadalomtudomány, 1940. nov. – dec. |                                                                                       |
| Michael Cakeshott: A jelenkori Európa társadalmi és politikai doktrínái | recenzió                                                                 | 1940                             | Társadalomtudomány, 1940. nov. – dec. |                                                                                       |
| Regény és költészet (Scott, Bentley Robert: Life and fate the english literature Aesthetics and philosophy of art series, no. 2) | könyvismertetés                                                          | 1940                             | Esztétikai szemle, 1940. | 32                                                                                    |
| Szellem és exisztencia (Karl Jaspers filozófiája) | nagyesszé                                                                | 1940                             | Pannónia, 1940 | 32                                                                                    |
| [Levél Gulyás Pálnak] | levél                                                                    | 1940. XII. 13.                   | | 25                                                                                    |
| Poeta sacer | tanulmány                                                                | 1940 tele                        | lásd: A láthatatlan történet | 18                                                                                    |
| 1941 |                                                                          |                                  | |                                                                                       |
| [Ariadné] | színmű                                                                   | 1940-41 körül                    | | Csak egyetlen dialógus készült el belőle.                                             |
| Az örök filozófusról | hozzászólás                                                              | 1941                             | |                                                                                       |
| Közös életrend. A modern társalomtudomány egysége (Vázlat) | esszé                                                                    | 1941                             | Társadalomtudomány, 1941. jan. – febr. | 32                                                                                    |
| Tíz tanulmány | tanulmánysorozat                                                         | 1941. márc.                      | elveszett? | Lásd: Levelek, 59. old.                                                               |
| Robert Pöhlmann: A társadalmi kérdés és a szocializmus története az antik világban | recenzió                                                                 | 1941                             | Társadalomtudomány, 1931. márc. – ápr. |                                                                                       |
| [Levél Gulyás Pálnak] | levél                                                                    | 1941. ápr. 2.                    | | 25                                                                                    |
| Társadalmon kívül | esszé                                                                    | 1941                             | Társadalomtudomány, 1941. máj. – jún. | 32                                                                                    |
| [Levél Gulyás Pálnak] | levél                                                                    | 1941. jún. 16.                   | | 25                                                                                    |
| [Levél Gulyás Pálnak] | levél                                                                    | 1941. jún. 28.                   | | 25                                                                                    |
| Magyarország kulturális szférái | tanulmány                                                                | 1941                             | Új magyarság és az új Európa, 1941. | 32                                                                                    |
| Bevezetés a modern karakterológiába | esszé                                                                    | 1941                             | In.: Bevezetés a modern karakterológiába (Pál Antal néven, Debrecen, Nagy Károly Grafikai Műintézete, 1941)                                                                                | 32                                                                                    |
| Michael Freund: Georges Sorel. Der revolutionäre Konservativismus | könyvrecenzió                                                            | 1941. szept. – okt.              | |                                                                                       |
| [Levél Gulyás Pálnak] | levél                                                                    | 1941. dec. 11.                   | | 25                                                                                    |
| Scientia sacra. Írás és hagyomány | tanulmány                                                                | 1941                             | Athenaeum, 1941. dec. | 32                                                                                    |
| A filozófia története | [hozzászólás]                                                            | 1941                             | Athenaeum, 1941. dec. | 32                                                                                    |
| A láthatatlan történet 1. A vízöntő 2. Wordsworth vagy a zöld filozófiája 3. Poszeidón 4. Meteóra 5. Milarepa 6. A VII. szimfónia, és a zene metafizikája 7. Poeta sacer 8. A barátság 9. Héloise és Abaelard 10. Ünnep és közösség | esszégyűjtemény                                                          | 1940-41                          | | 18                                                                                    |
| Lao-ce: Tao Te King | fordítás                                                                 | 1941 vége – 1942 eleje           | | részletek a 32. kötetben                                                              |
| 1942 |                                                                          |                                  | |                                                                                       |
| Balbino Giuliano: Latinität und Deutschtum | könyvrecenzió                                                            | 1942. jan. – febr.               | Társadalomtudomány, 1942. jan. – febr. |                                                                                       |
| Magyarország kulturális szférái | esszé                                                                    | 1942                             | Új magyarság és az új Európa, 1942 | 32                                                                                    |
| A mai filozófia | előadás                                                                  | 1942                             | Athenaeum, 1942. febr. | 32                                                                                    |
| René Guénon és a társadalom metafizikája | esszé                                                                    | 1942                             | Társadalomtudomány, 1942. jan. – febr. | 32                                                                                    |
| Oroszországi naplók | naplófeljegyzések                                                        | 1942                             | | 23-24                                                                                 |
| [Levél Demény Jánosnak] | levél                                                                    | 1942. márc. 3.                   | | 25                                                                                    |
| [Levél Gulyás Pálnak] | levél                                                                    | 1942. márc. 17.                  | | 25                                                                                    |
| [Levél Demény Jánosnak] | levél                                                                    | 1942. ápr. 30.                   | | 25                                                                                    |
| [Levél Gulyás Pálnak] | levél                                                                    | 1942. ápr. 30.                   | | 25                                                                                    |
| [Levél Gulyás Pálnak] | levél                                                                    | 1942. máj. 5.                    | | 25                                                                                    |
| Gulyás Pál: Utazás az ősi Kelet felé | recenzió és fordítások a Tao Te Kingből                                  | 1942                             | Tiszántúl, 1942. máj. | 32                                                                                    |
| Európa városi könyvtárai | esszé                                                                    | 1942                             | Városi Szemle, 1942 |                                                                                       |
| [Levél Gulyás Pálnak] | levél                                                                    | 1942. jún. 8.                    | | 25                                                                                    |
| [Levél Demény Jánosnak] | levél                                                                    | 1942. jún. 12.                   | | 25                                                                                    |
| [Levél Gulyás Pálnak] | levél                                                                    | 1942. júl. 4.                    | | 25                                                                                    |
| [Levél Demény Jánosnak] | levél                                                                    | 1942. júl. 26.                   | | 25                                                                                    |
| [Levél Gulyás Pálnak] | levél                                                                    | 1942. aug. 1.                    | | 25                                                                                    |
| [Levél Demény Jánosnak] | levél                                                                    | 1942. aug. 13.                   | | 25                                                                                    |
| [Levél Gulyás Pálnak] | levél                                                                    | 1942. aug. 13.                   | | 25                                                                                    |
| [Levél Gulyás Pálnak] | levél                                                                    | 1942. aug. 26.                   | | 25                                                                                    |
| [Levél Demény Jánosnak] | levél                                                                    | 1942. szept. 6.                  | | 25                                                                                    |
| [Levél Gulyás Pálnak] | levél                                                                    | 1942. szept. 6.                  | | 25                                                                                    |
| [Levél Demény Jánosnak] | levél                                                                    | 1942. szept. 21.                 | | 25                                                                                    |
| [Levél Gulyás Pálnak] | levél                                                                    | 1942. szept. 21.                 | | 25                                                                                    |
| [Levél Gulyás Pálnak] | levél                                                                    | 1942. okt. 3.                    | | 25                                                                                    |
| [Levél Gulyás Pálnak] | levél                                                                    | 1942. okt. 23.                   | | 25                                                                                    |
| Naplók és jegyzetek, 1. rész | feljegyzések                                                             | 1942-1952                        | | 23                                                                                    |
| 1943 |                                                                          |                                  | |                                                                                       |
| A bor filozófiája | esszé                                                                    | 1943                             | Híd, 1943. jan. | 32                                                                                    |
| Dél és Nyugat géniusza | tanulmány                                                                | 1943                             | Sorsunk, 1943. jan. | 32                                                                                    |
| [Levél Várkonyi Nándornak] | levél                                                                    | Budapest, 1943. jan. 26.         | | 25                                                                                    |
| A háború nagysága és az ember kicsinysége, oroszországi feljegyzések | esszé                                                                    | 1943                             | Társadalomtudomány, 1943. jan. – ápr. | 32                                                                                    |
| Ferdinand Fried: Társadalmi forradalom. A gazdaság és a társadalom átalakulása | recenzió                                                                 | 1943                             | Társadalomtudomány, 1943. jan. – ápr. |                                                                                       |
| [Levél Várkonyi Nándornak] | levél                                                                    | Budapest, 1943. febr. 19.        | | 25                                                                                    |
| Vallásbölcselet | előadás                                                                  | 1943. márc. 2.                   | | 32                                                                                    |
| [Levél Várkonyi Nándornak] | levél                                                                    | Budapest, 1943. márc. 6.         | | 25                                                                                    |
| [Levél Demény Jánosnak] | levél                                                                    | 1943. ápr. 9.                    | | 25                                                                                    |
| [Levél Várkonyi Nándornak] | levél                                                                    | Budapest, 1943. máj. 3.          | | 25                                                                                    |
| [Levél Gulyás Pálnak] | levél                                                                    | 1943. máj. 17.                   | | 25                                                                                    |
| [Levél Várkonyi Nándornak] | levél                                                                    | 1943. máj. 17.                   | | 25                                                                                    |
| Santa Soledad | esszé                                                                    | 1943                             | Ezüstkor, 1943. jún. | 22 és 32                                                                              |
| [Levél Várkonyi Nándornak] | levél                                                                    | 1943. jún. 21.                   | | 25                                                                                    |
| [Levél Gulyás Pálnak] | levél                                                                    | 1943. jún. 27.                   | | 25                                                                                    |
| Platón összes művei (Hamvas a következő műveket fordította: Menon, A kisebb Hippias, A nagyobb Hippias) | fordítások                                                               | 1943                             | In: Platón összes művei [Faragó Lászlóval, Gyomlai Gyulával és Kövendi Dénessel közösen]                                                                                                   |                                                                                       |
| Sík Sándor esztétikája | eszé                                                                     | 1943                             | Esztétikai szemle, 1943. |                                                                                       |
| Hort Dezsó: Jellem és társadalom (Szociálkarakterológia) | recenzió                                                                 | 1943                             | Társadalomtudomány, 1943. júl. – dec. |                                                                                       |
| [Vallásbölcselet] | hozzászólás                                                              | 1943                             | Athenaeum, 1943. júl. – dec. | 32                                                                                    |
| [A filozófia jövője] | hozzászólás                                                              | 1943                             | Athenaeum, 1943- júl. – dec. | 32                                                                                    |
| Az archaikus közösség. – A teljes magyar Platón megjelenése alkalmából | esszé                                                                    | 1943                             | Társadalomtudomány, 1943. júl. – dec. | 32                                                                                    |
| Ősök útja, istenek útja 1. Kényelmetlen közkérdések 2. Ágis tragédiája 3. Politika helyett misztika | tanulmányok                                                              | 1943 (?)                         | | 15                                                                                    |
| A kubizmus | művészeti írás                                                           | 1943                             | Esztétikai szemle, 1943. | 26                                                                                    |
| Mexikó | tanulmány                                                                | 1943(?)                          | | 22                                                                                    |
| Bevezetés a Véda szellemébe | esszé                                                                    | 1943                             | | 19                                                                                    |
| A Véda huszonhat fejezete | kommentár és fordítás                                                    | 1943                             | | 19                                                                                    |
| [Levél Demény Jánosnak] | levél                                                                    | 1943. aug. 21.                   | | 25                                                                                    |
| Scientia sacra I. – Az őskori emberiség szellemi hagyománya, 1. kötet Első könyv: A hagyomány Második könyv: Az archaikus ember Harmadik könyv: Kultusz és kultúra | esszékötet                                                               | 1943. aug. – 1944. febr.         | | 8                                                                                     |
| Scientia sacra I. – Az őskori emberiség szellemi hagyománya, 2. kötet Negyedi könyv: A beavatás Ötödik könyv: Az analógia Hatodik könyv: A király és a nép | esszékötet                                                               | 1943. aug. – 1944. febr.         | | 9                                                                                     |
| Kung mester beszélgetései (Konfu-ce: Lün Yi) | esszé                                                                    | 1943                             | | 20                                                                                    |
| Kung mester beszélgetései (Konfu-ce: Lün Yi) | fordítás                                                                 | 1943                             | | 20                                                                                    |
| [Levél Gulyás Pálnak] | levél                                                                    | 1943. okt. 4.                    | | 25                                                                                    |
| Tibeti misztériumok | esszé                                                                    | 1943. okt. – nov.                | | 20                                                                                    |
| Tibeti misztériumok | fordítás                                                                 | 1943. okt. – nov.                | Bibliotheca, Budapest, 1944 | 20                                                                                    |
| [Rádióelőadás] | előadás                                                                  | 1943. nov.                       | | Lásd: Levelek, 103.                                                                   |
| Olajos Alfréd O. S. B.: G. K. Chesterton | esszé                                                                    | 1943                             | Forrás, 1943. nov. |                                                                                       |
| [Levél Demény Jánosnak] | levél                                                                    | 1943. nov. 10.                   | | 25                                                                                    |
| James Joyce | esszé                                                                    | 1943                             | Forrás, 1943. nov. | 27                                                                                    |
| Mályusz Elemér: A magyar történettudomány | recenzió                                                                 | 1943                             | 1943. nov. |                                                                                       |
| [Levél Demény Jánosnak] | levél                                                                    | 1943. nov. 24.                   | | 25                                                                                    |
| A négy első levél a Magyar Hüperion-ból | esszé                                                                    | 1943                             | Diárium, 1943. dec. | 32                                                                                    |
| [Levél Várkonyi Nándornak] | levél                                                                    | Budapest, 1943. dec. 18.         | | 25                                                                                    |
| [Levél Angyal Endrének] | levél                                                                    | 1943. dec. 21.                   | | 25                                                                                    |
| [Levél Demény Jánosnak] | levél                                                                    | 1943. dec. 21.                   | | 25                                                                                    |
| 1944 |                                                                          |                                  | |                                                                                       |
| A medúza | esszé                                                                    | 1944                             | Diárium, 1944. febr. |                                                                                       |
| Főnagy Iván: Mágia | recenzió                                                                 | 1944                             | 1944. ápr. |                                                                                       |
| [Levél Demény Jánosnak] | levél                                                                    | 1944. máj. 15.                   | | 25                                                                                    |
| [Levél Demény Jánosnak] | levél                                                                    | 1944. máj. 21.                   | | 25                                                                                    |
| [Levél Demény Jánosnak] | levél                                                                    | 1944. jún. 18.                   | | 25                                                                                    |
| [Levél Weöres Sándornak] | levél                                                                    | Szokolya, 1944. júl. 9.          | | 25                                                                                    |
| [Levél Demény Jánosnak] | levél                                                                    | 1944. júl. 23.                   | | 25                                                                                    |
| A tao virágai (Csuang-ce) | tanulmány                                                                | 1944                             | | 22                                                                                    |
| A tao virágai | fordítások                                                               | 1944                             | | 22                                                                                    |
| Franz Werfel utolsó regénye | esszé                                                                    | 1944                             | Forrás, 1944. szept. |                                                                                       |
| [Levél Demény Jánosnak] | levél                                                                    | Szokolya, 1944. szept. 9.        | | 25                                                                                    |
| Bhagavad Gítá | fordítás                                                                 | 1944. szept.                     | Töredék (?); elveszett (?) |                                                                                       |
| Scientia sacra – II. rész | esszékötet (?)                                                           | 1944-45 körül                    | Korai változat. Elveszett a háború alatt. |                                                                                       |
| 1945 |                                                                          |                                  | |                                                                                       |
| Füstparipán | esszé                                                                    | 1945                             | Diárium (Az 1945. év naplója) |                                                                                       |
| A könyv és a szellem | előadás                                                                  | 1945                             | |                                                                                       |
| Óda a XX. századhoz | szatirikus esszé                                                         | 1945                             | | 7                                                                                     |
| Részlet Hamvas Béla 1945. tavaszán a Magyar Esztétikai Társaság újjáalakító értekezletén mondott beszédéből | beszéd                                                                   | 1945 tavasza                     | | 33                                                                                    |
| A száz könyv – a világirodalom fő vonalai | esszé                                                                    | 1945                             | Egyetemi Nyomda, Budapest, 1945 | 27                                                                                    |
| [Levél Pál Antalnak] | levél                                                                    | 1945. aug. 2.                    | | 25                                                                                    |
| Henoch apokalipszise | esszé                                                                    | 1945                             | | 21                                                                                    |
| Henoch apokalipszise | fordítás                                                                 | 1945                             | Bibliotheca, Budapest, 1945 | 21                                                                                    |
| A Magyar Esztétikai Társaság újjáalakító ülésén mondott beszéd | beszéd                                                                   | 1945                             | |                                                                                       |
| Buzdítás a német könyvek likvidálására | beadvány                                                                 | 1945. máj. 31.                   | |                                                                                       |
| 1945-1947 |                                                                          |                                  | |                                                                                       |
| A francia exisztencializmus irodalma | esszé                                                                    | 1945-46                          | Athenaeum Új folyam, XXXI-XXXII.kötet, 1945-1946., 27–28. | 33                                                                                    |
| Joó Tibor | esszé                                                                    | 1945-46                          | Athenaeum Új folyam, XXXI-XXXII.kötet, 1945-1946., 36. | 33                                                                                    |
| Biblia és romantika [az ún. „csütörtöki beszélgetések” jegyzőkönyve] | esszé                                                                    | 1945-46                          | | 14                                                                                    |
| A ,,csütörtöki beszélgetések” és szemináriumi hozzászólások jegyzőkönyveiből és feljegyzéseiből | feljegyzések                                                             | 1945-47                          | | 14                                                                                    |
| 1946 |                                                                          |                                  | |                                                                                       |
| Orpheus | fordítások (Orpheus himnuszaiból, töredékeiből)                          | 1946. jan. 27.                   | | 33                                                                                    |
| Németh László tanulmánya: A tanügy rendezése | esszé                                                                    | 1946.                            | Embernevelés, 1946. jan. – febr. | 33                                                                                    |
| A téma: Lukács György | tanulmány                                                                | 1946                             | Diárium (Az 1946. év naplója) jan. – márc. | 33                                                                                    |
| A teljesség felé. Weöres Sándor könyve | ismertető                                                                | 1946                             | Diárium, 1946. jan. – márc. |                                                                                       |
| Az európai iskola kiállítása | művészeti írás                                                           | 1946                             | Diárium, 1946. jan. – márc. | 26                                                                                    |
| Filozófia (Tájékoztató előadás a legújabb filozófiai irodalomról) | előadás                                                                  | 1946. febr. 15.                  | | elveszett?                                                                            |
| ,,Válság 1955” | előadás                                                                  | 1946. márc. 3-7.                 | | 33                                                                                    |
| Művészet és társadalom | esszé                                                                    | 1946. márc.                      | | 33                                                                                    |
| Megjegyzés André Breton új könyvéhez. (L’évidence surréaliste.) | esszé                                                                    | 1946. márc.                      | |                                                                                       |
| [Ki a tettes?] | jegyzet az antiszemitizmus kérdéskörének 1946. ápr. 8-ai megbeszéléséhez | 1946. [?márc.] – ápr.            | Később átdolgozott változata az Óda a XX. századhoz c. nagyesszé része lett. |                                                                                       |
| Válasz Keszi Imrének | cikk                                                                     | 1946                             | Diárium, 1946. ápr. – szept. | 33                                                                                    |
| Realizáció | jegyzetek                                                                | 1946. ápr. 7. – jún. 13.         | | 33                                                                                    |
| Tibeti misztériumok és a modern lélektan | előadás                                                                  | 1946. ápr. 13.                   | | elveszett?                                                                            |
| A modern ízlés kérdései | előadás                                                                  | 1946. ápr. 26.                   | | elveszett?                                                                            |
| Beszéd a Magyar Esztétikai Társaság 1946. évi közgyűlésén | előadás                                                                  | 1946. máj. 20.                   | | 33                                                                                    |
| Két kiállítás | esszé                                                                    | 1946. jún.                       | | 33                                                                                    |
| A toltékok | előadás                                                                  | 1946. jún. 26.                   | | kidolgozott változata a Mexikó c. tanulmány                                           |
| Költészet 1946. | esszé                                                                    | 1946                             | | 33                                                                                    |
| Az egzisztencializmus | esszé                                                                    | 1946                             | | 33                                                                                    |
| Európa közepe | előadás                                                                  | 1946. júl. 28.                   | | elveszett?                                                                            |
| Empedoklés | előadás                                                                  | 1946                             | | kidolgozott változata az Empedoklés c. tanulmány                                      |
| [Levél Demény Jánosnak] | levél                                                                    | 1946. aug. 25.                   | | 25                                                                                    |
| [Levél Várkonyi Nándornak] | levél                                                                    | 1946. szept. 19.                 | | 25                                                                                    |
| Louis Lavelle: De temps et de l’éternité | recenzió                                                                 | 1946                             | |                                                                                       |
| Weöres Sándor: A fogak tornáca | recenzió                                                                 | 1946                             | Diárium, 1946 ősze |                                                                                       |
| Takács Gyula: Se ég, se föld | recenzió                                                                 | 1946                             | Diárium, 1946 ősze |                                                                                       |
| Prohászka Lajos könyvéről – A magyar sorstudomány megalapítása | esszé                                                                    | 1946                             | | 15                                                                                    |
| Egy költő apológiája | esszé                                                                    | 1946                             | Sorsunk, 1946. okt. | 15                                                                                    |
| [Levél Cs. Szabó Lászlónak] | levél                                                                    | 1946. okt. 8.                    | | 25                                                                                    |
| [Levél Várkonyi Nándornak] | levél                                                                    | 1946. okt. 14.                   | | 25                                                                                    |
| Modern angol irodalom | előadás                                                                  | 1946. okt. 15.                   | | elveszett?                                                                            |
| Előadás a Forum Club-ban | előadás                                                                  | 1946. okt.                       | | elveszett?                                                                            |
| Májá | esszé                                                                    | 1946                             | | 7                                                                                     |
| Maya | esszé                                                                    | 1946                             | Hamvas Béla Kiskönyvtár. (megjelenés előtt) | az 522 eredeti szövege;                                                               |
| Anthologia Humana | bevezetés és fordításgyűjtemény                                          | 1946                             | | 1                                                                                     |
| Martyn Ferenc gyűjteményes kiállítása | művészeti írás                                                           | 1946                             | Sorsunk, 1946. | 26                                                                                    |
| Bartók | tanulmány                                                                | 1946                             | A Magyar Esztétikai Társaság Évkönyve, 1946. | 27                                                                                    |
| Kereszténység és demokrácia | előadás                                                                  | 1946. nov. 2.                    | | 33                                                                                    |
| Marxizmus és logika. Fogarasi Béla könyve | esszé                                                                    | 1946. dec.                       | | 33                                                                                    |
| A művész és kora | előadás                                                                  | 1946. dec. 7.                    | | elveszett?                                                                            |
| [Levél Várkonyi Nándornak] | levél                                                                    | 1946. dec. 14.                   | | 25                                                                                    |
| Előadás a Magyar Képzőművészek Szabad Szervezetének kiállításán | előadás                                                                  | 1946. dec. 15.                   | | elveszett?                                                                            |
| Előadás Az Evangéliumi Diákszövetkezet konferenciáján | előadás                                                                  | 1946                             | | elveszett?                                                                            |
| Az exisztencializmus | előadás                                                                  | 1946                             | | elveszett?                                                                            |
| [Levél Pál Antalnak] | levél                                                                    | 1946. dec. 30.                   | | 25                                                                                    |
| Jantra és absztrakció | művészeti írás                                                           | 1946-47                          | Index. Röpirat és vitairat könyvtár. Budapest, 1946/47 | 26                                                                                    |
| Szabó Lajos kritikai megjegyzéseihez | esszé                                                                    | 1946                             | | 14, 31                                                                                |
| Jakob Böhme – Psychologia vera | esszé                                                                    | 1952                             | | 22                                                                                    |
| Jakob Böhme – Psychologia vera | fordítás                                                                 | 1952                             | | 22                                                                                    |
| 1947 |                                                                          |                                  | |                                                                                       |
| A tradicionalizmus | előadás                                                                  | 1947. jan. 7.                    | | elveszett                                                                             |
| Vándorkiállítás Pécsett | esszé                                                                    | 1947                             | Sorsunk, 1947. jan. | 33                                                                                    |
| Anthologia humana | esszé                                                                    | 1947. jan. 23. – febr. 21.       | | 33                                                                                    |
| [Levél Kerényi Károlynak] | levél                                                                    | 1947. jan. vége                  | | 25                                                                                    |
| [Levél Kerényi Károlynak] | levél                                                                    | 1947. febr. 21.                  | | 25                                                                                    |
| Herbert Read: Szürrealizmus | fordítás                                                                 | 1947                             | Index Röpirat – és vitairat-könyvtár 9., 1947 | 33                                                                                    |
| Forradalom a művészetben. Absztrakció és szürrealizmus Magyarországon (Kemény Katalinnal közösen) | művészeti írások                                                         | 1947                             | Misztótfalusi, Budapest, 1947. | 26                                                                                    |
| Hiedro Lascaro | esszé                                                                    | 1947. márc.                      | |                                                                                       |
| A neorealizmus (Hamvas Béla hozzászólása 1947. márc. 19-én a Fókusz Galériában a realista és abszktrakt művészeti irányzatokról rendezett vitadélutánon.) | előadás                                                                  | 1947. márc. 19.                  | | 33                                                                                    |
| A láthatatlan történet | esszé                                                                    | 1947. márc.                      | | 33                                                                                    |
| Lossonczy Tamás tíz táblája | megnyitó beszéd/esszé                                                    | 1947. ápr. 6.                    | | 33                                                                                    |
| Előadás az Országos Evangélium Hét rendezvényén | előadás                                                                  | 1947. ápr. 24.                   | | elveszett?                                                                            |
| Hérakleitosz helye az európai szellemiségben | tanulmány                                                                | 1947 (lásd még: 1936)            | | 21                                                                                    |
| Hérakleitosz 131 mondata | fordítás                                                                 | 1947                             | | 21, 33                                                                                |
| [Levél Kerényi Károlynak] | levél                                                                    | 1947. ápr. 29.                   | | 25                                                                                    |
| Empedoklész | tanulmány                                                                | 1947(?)                          | | 21                                                                                    |
| Püthagorasz | tanulmány                                                                | 1947(?)                          | | 21                                                                                    |
| Püthagorasz: Khrüszea epé – Az aranyeposz | fordítás                                                                 | 1947(?)                          | | 1, 21                                                                                 |
| Meditáció. Gyakorlati tanács a meditációs objektum használatáról | esszé                                                                    | 1947                             | Diárium 1947. húsvét | 33                                                                                    |
| Weöres Sándor: Fogak tornáca | recenzió                                                                 | 1947                             | |                                                                                       |
| [Levél Várkonyi Nándornak] | levél                                                                    | 1947. máj. 6.                    | | 25                                                                                    |
| Beszélgetés az élő francia művészetről | előadás                                                                  | 1947. máj. 11.                   | | elveszett?                                                                            |
| Absztrakció és szürrealizmus Magyarországon | előadás                                                                  | 1947. máj. 14.                   | | elveszett?                                                                            |
| [Levél Várkonyi Nándornak] | levél                                                                    | 1947. máj. 16.                   | | 25                                                                                    |
| [Levél Várkonyi Nándornak] | levél                                                                    | 1947. máj. 22.                   | | 25                                                                                    |
| Szürrealizmus és az új művészeti irányzatok | előadás                                                                  | 1947. máj. 22.                   | | elveszett?                                                                            |
| Beszéd a Magyar Esztétikai Társaság 1947. évi közgyűlésén | előadás                                                                  | 1947. máj. – jún.                | | 33                                                                                    |
| [Levél Szepes Máriának] | levél                                                                    | 1947. jún. 18.                   | | 25                                                                                    |
| Fekete művészet | esszé                                                                    | 1947 nyara                       | |                                                                                       |
| Paradoxon az igazságtalanságról | esszé                                                                    | 1947 nyara                       | |                                                                                       |
| Speak easy 1. Óda a huszadik századhoz 2. A fekete művészet 3. Hidero Lascaro és a lascarizmus 4. Paradoxon az igazságtalanságról | esszésorozat                                                             | 1947                             | |                                                                                       |
| Seth: Tradition and Cristianity (A Seth. Kereszténység és hagyomány fordítása angol nyelvre) | esszé (John Cowper Powysnak)                                             | 1947                             | | kiadatlan                                                                             |
| A kis Démokritos | rövidebb írásokból összeállított sorozat                                 | 1947                             | | elveszett?                                                                            |
| [Levél Várkonyi Nándornak] | levél                                                                    | 1947. jún. 27.                   | | 25                                                                                    |
| Előadás az Evangéliumi Diákszövetség konferenciáján | előadás                                                                  | 1947. júl. 7.                    | | elveszett                                                                             |
| [Levél Várkonyi Nándornak] | levél                                                                    | 1947. júl. 16.                   | | 25                                                                                    |
| [Levél Weöres Sándornak] | levél                                                                    | 1947. júl. 16.                   | | 25                                                                                    |
| [Levél Fülep Lajoshoz] | levél                                                                    | 1947. júl. 24.                   | |                                                                                       |
| Levelek a Magyar Hüperion-ból | esszé                                                                    | 1947                             | 1947. júl. – aug. | 32                                                                                    |
| Levelek a Magyar Hüperion-ból | esszé                                                                    | 1947                             | Sorsunk, 1947. júl. – aug. | 33                                                                                    |
| [Levél Weöres Sándornak] | levél                                                                    | 1947. aug. 6.                    | | 25                                                                                    |
| [Levél Várkonyi Nándornak] | levél                                                                    | 1947. aug. 12.                   | | 25                                                                                    |
| [Levél Kerényi Károlynak] | levél                                                                    | 1947. szept. 25.                 | | 25                                                                                    |
| [Levél Várkonyi Nándornak] | levél                                                                    | 1947. nov. 12.                   | | 25                                                                                    |
| [Levél Füst Milánnak] | levél                                                                    | 1947. nov. 27.                   | | 25                                                                                    |
| A nevelés a béke szolgálatában | esszé                                                                    | 1947. dec.                       | Bizonyosság, 1947. dec. 7-8. | 33                                                                                    |
| Jakob Böhme: De signatura rerum | fordítás                                                                 | 1947. dec. 25. – 1948. febr. 20. | | 33                                                                                    |
| Az egyiptomiak halotti könyvéről | előadás                                                                  | 1947 tél                         | | elveszett?                                                                            |
| 1947-1950 |                                                                          |                                  | |                                                                                       |
| Tabula smaragdina – a Tabula smaragdina és A tarot kommentárja | fordítás és kommentárok                                                  | 1947-50                          | | 6                                                                                     |
| 1948 |                                                                          |                                  | |                                                                                       |
| [Levél Várkonyi Nándornak] | levél                                                                    | 1948. febr. 15.                  | | 25                                                                                    |
| Franz Werfel utolsó regénye | recenzió                                                                 | 1948                             | 1948. márc. |                                                                                       |
| Haditerv az asztalfiókban | cikksorozat                                                              | 1948                             | | elveszett?                                                                            |
| [Levél Záhonyi Aladárnak] | levél                                                                    | 1948. ápr. 2.                    | |                                                                                       |
| Tíz előadás a válságról, vagy a huszadik század uralkodó eszméi I. Jelenkortudat II. Az extrémek százada III. Tőke és hatalom IV. Az esprit-ressentiment V. A vallás betegségei VI. Keresztények és nemkeresztények számára VII. A zsidókérdés VIII. Szeretetigény IX. Psychologie macabre X. Kortársak | esszésorozat                                                             | 1948. ápr. 18-ig                 | | elveszett?; a Tizenegy előadás a válságról (1949-50) c. esszésorozat korai változata. |
| Regényelméleti fragmentum | nagyesszé                                                                | 1948 tavasza                     | | 7                                                                                     |
| [Levél Záhonyi Aladárnak] | levél                                                                    | 1948. máj. 22.                   | |                                                                                       |
| [Levél Záhonyi Aladárnak] | levél                                                                    | 1948. jún. 22.                   | |                                                                                       |
| Böhme-napló | feljegyzések                                                             | 1948 nyár                        | |                                                                                       |
| Böhme-tanulmány 1. A saturnusi szemlélet 2. Inqualieren 3. Geburt 4. Ungrund 5. A primordiális trinitás 6. A hetes | tanulmányvázlat                                                          | 1948. júl. 21.                   | | A lélekről szóló negyven kérdés elé írott tanulmány előképe.                          |
| Ez vagy te (Részben profán, részben hieratikus értekezés) | esszé                                                                    | 1948.                            | | az Unicornus 2. szakaszának korai munkacíme.                                          |
| Unicornis – Summa Philosophiae Normalis 1. Beszélgetések 2. Bolond, aki nem az örök életre rendezkedik be 3. Epilegomena | beszélgetések, gondolatok, feljegyzések                                  | 1948. júl. – szept.              | Az esszé eredeti címe: Unicornus - (Lásd: Hamvas Béla Kiskönyvtár 1.) | 17                                                                                    |
| Unicornus |                                                                          | 1948                             | Hamvas Béla Kiskönyvtár, Medio, 2020. (Hamvas Béla eredeti szövege.) |                                                                                       |
| [Levél Pál Antalnak] | levél                                                                    | 1948. aug. 16.                   | | 25                                                                                    |
| Az öt géniusz | esszé                                                                    | 1959                             | | 16                                                                                    |
| Karácsony Sándor | esszé                                                                    | 1946-48                          | | 33                                                                                    |
| A bor filozófiája 1. Három 2. Szájvilág 3. Hieratikus maszkok 4. Egy pohár bor: az ateizmus halálugrása 5. Eszkatológiai kitérés 6. Az olajok 7. Utóhang a metafizikához /Apológia/ 8. Bor és idill 9. Szőlő, bor, drágakő, asszony 10. Borkatalógus /Vázlat/ 11. Szájharmóniák 12. Mikor igyak, mikor ne? Hogyan igyak? Hol igyak? Res fortissima /pietistáknak és puritánoknak/ 13. Vita illuminativa /Az utolsó ima/ | szatirikus nagyesszé                                                     | 1946                             | az 1946-os eredeti szöveg későbbi, részben átdolgozott variánsa. (Az esszé első, rövidítetlen szövegváltozatát lásd: Hamvas Béla Kiskönyvtár 7. Medio Kiadó, 2022.)                        | Hamvas Béla művei – 16.                                                               |
| Pert em heru – az egyiptomi halottak könyve | esszé                                                                    | 1948                             | | 21                                                                                    |
| Pert em heru – az egyiptomi halottak könyve | fordítás                                                                 | 1948                             | | 21                                                                                    |
| A Lukács-probléma | naplójegyzet, esszé                                                      | 1948. nov. 13.                   | |                                                                                       |
| 1948-1950 |                                                                          |                                  | |                                                                                       |
| Karnevál | regény (3 kötetben)                                                      | 1948-50                          | | 11-13                                                                                 |
| Arkhai 1. Az esquilinusi Venus 2. Az olimpiai Apollón 3. Az Aphaia-templom 4. A meloszi sejtház 5. Inka kövek 6. A perui vázák 7. Indián szőttesek 8. A halottasének 9. Az északamerikai petroglifák 10. Stonehenge, a szikla eksztázisa 11. A willendorfi Venus 12. A fügefahimnusz (elveszett) | esszégyűjtemény                                                          | 1934-43                          | | 7                                                                                     |
| A fügefahimnusz | esszé(?)/költemény(?)                                                    | 1948-50                          | elveszett; lásd: Hamvas Béla művei – 7. |                                                                                       |
| 1949 |                                                                          |                                  | |                                                                                       |
| [Levél Pál Antalnak] | levél                                                                    | 1949. jan. 3.                    | | 25                                                                                    |
| [Levél Pál Antalnak] | levél                                                                    | 1949. márc. 19.                  | | 25                                                                                    |
| Jakob Böhme: Mysterium magnum | fordítás                                                                 | 1949. ápr.                       | | 33                                                                                    |
| Eckehart: Az odaadás | fordítás és jegyzetek                                                    | 1949. máj. 1.                    | | 33                                                                                    |
| Silentium 1. Henoch 2. Egy csepp a kárhozatból 3. Jázmin és olaj 4. Gyümölcsóra | esszégyűjtemény                                                          | 1949. ősze                       | Az esszé Kemény Katalin és Dúl Antal által átdolgozott kiadása. (Hamvas Béla eredeti szövegét lásd: Hamvas Béla Kiskönyvtár 13., Medio Kiadó, 2023.)                                       | 17                                                                                    |
| Titkos jegyzőkönyv 1. 1962. február 4. 2. Apokalyptikus monológ 3. Arlequin 4. Kései művek melankóliája 5. Pythia | esszégyűjtemény                                                          | 1948-51                          | | 17                                                                                    |
| [Regényvázlat] | feljegyzések                                                             | 1949                             | |                                                                                       |
| [Meditációs napló] | naplójegyzetek                                                           | 1949. nov.                       | |                                                                                       |
| 1950 |                                                                          |                                  | |                                                                                       |
| [Levél Pál Antalnak] | levél                                                                    | 1950. jan. 28.                   | |                                                                                       |
| Mágia szútra – az életvezetés gyakorlata | nagyesszé                                                                | 1950                             | Az esszé Kemény Katalin és Dúl Antal által átdolgozott kiadása. (A Hamvas Béla eredeti kézirata apján kiadott szöveget lásd: Magia-szutra. Hamvas Béla Kiskönyvtár 3., Medio Kiadó, 2021.) | 6                                                                                     |
| Divat és ideológia | esszé                                                                    | 1950 körül                       | | 33                                                                                    |
| [Levél Molnár Antalnak] | levél                                                                    | Szentendre, 1950. febr. 26.      | | 25                                                                                    |
| [Levél Pál Antalnak] | levél                                                                    | 1950. márc. 26.                  | | 25                                                                                    |
| [Levél Pál Antalnak] | levél                                                                    | 1950. márc.                      | | 25                                                                                    |
| [Levél Szabó Irmának] | levél                                                                    | Szentendre, 1950. aug. 27.       | | 25                                                                                    |
| [Levél Szabó Irmának] | levél                                                                    | 1950. dec. 7.                    | | 25                                                                                    |

### A hagyomány jegyében (1950-1968)
| Cím | Műfaj                             | Keletkezés ideje                                                                    | Megjelenés helye és ideje | Helye a Hamvas Életműsorozatban (kötetszám) |
| 1951 |                                   |                                                                                     | |                                             |
| Tizenegy előadás a válságról 1. New Yorkban, a Wall Streeten 2. Az oxfordi egyetemen 3. A pszichoanalitikusok kongresszusán 4. Rómában, a bíborosok kollégiumában 5. Moszkvában, a bolsevik pártban 6. Weimarban, a német metafizikusoknál 7. A rózsakereszteseknél 8. Svájcban, a szociológusoknál 9. A feministáknál 10. Palesztinában, az államtanácsban 11. Az Egyesült Nemzetek Szövetségének közgyűlésén | esszésorozat                      | [1949] – 1951. jan.                                                                 | | elveszett?                                  |
| [Levél Pál Antalnak] | levél                             | Szentendre, 1951. jan. 27.                                                          | | 25                                          |
| A hagyomány antropológiája | esszésorozat                      | 1951                                                                                | töredék; egyetlen kidolgozott fejezete, lásd: Az ikon (1951) |                                             |
| Az ikon | művészeti írás                    | 1951                                                                                | | 26                                          |
| [Levél Szabó Irmának] | levél                             | Inota, 1951.VII. 22.                                                                | | 25                                          |
| A mámorok messze vannak | háromsoros vers Kemény Katalinnak | 1951. VII. 28.                                                                      | | Naplók I., 327. old.                        |
| [Levél Szabó Irmának] | levél                             | 1951. szept. 16.                                                                    | | 25                                          |
| [Levél Veress Józsefnek] | levél                             | 1951. szept. 16.                                                                    | | 25                                          |
| 1951-1955 |                                   |                                                                                     | |                                             |
| Sarepta | esszénapló                        | 1951-55                                                                             | Az írás első megjelenése Kemény Katalin és Dúl Antal által erősen átdolgozott kiadása Szarepta címen. (A Hamvas Béla eredeti gépirata apján kiadott szöveget lásd a 2018-as 2. kiadás Palkovics Tibor által teljesen átszerkesztett kötetében. | 14                                          |
| 1952-1953 |                                   |                                                                                     | |                                             |
| [Scientia Aeterna] | esszék                            | 1952                                                                                | a Scientia sacra folytatása. Csupán terv. |                                             |
| [Levél Szabó Irmának] | levél                             | 1952. ápr. 11.                                                                      | | 25                                          |
| [Levél Pál Antalnak] | levél                             | 1952. okt. 18.                                                                      | | 25                                          |
| Széfer jecírá | esszé                             | 1952. okt. – 1953. febr.                                                            | | 21                                          |
| Széfer jecírá | fordítás                          | 1952. okt. – 1953. febr.                                                            | | 21                                          |
| [Levél Pál Antalnak] | levél                             | 1952. nov. 24.                                                                      | | 25                                          |
| [Levél Kemény Katalinnak] | levél                             | 1952 (?)                                                                            | | 25                                          |
| Naplók és jegyzetek, 2. rész | feljegyzések                      | 1952-68                                                                             | | 24                                          |
| [Levél Pál Antalnak] | levél                             | 1953. febr. 5.                                                                      | | 25                                          |
| [Levél Kemény Katalinnak] | levél                             | 1953                                                                                | | 25                                          |
| A titkos tanítások könyveiből | esszé                             | 1953(?)                                                                             | | 19                                          |
| A Véda 26 fejezete | fordítás                          |                                                                                     | | 19                                          |
| [Levél Kemény Katalinnak] | levél                             | 1953. jún. 9.                                                                       | | 25                                          |
| Katha-upanisad | esszé                             | 1953. júl.                                                                          | | 19                                          |
| Katha-upanisad | fordítás                          | 1953. júl.                                                                          | | 19                                          |
| [Levél Pál Antalnak] | levél                             | 1953. júl. 28.                                                                      | | 25                                          |
| [Levél Pál Antalnak] | levél                             | 1953. dec. 8.                                                                       | | 25                                          |
| 1953-1954 |                                   |                                                                                     | |                                             |
| Szúfi | esszé                             | 1953-54                                                                             | | 21                                          |
| Szúfi | bevezető tanulmány és fordítás    | 1953-54                                                                             | | 21                                          |
| 1954 |                                   |                                                                                     | |                                             |
| [Levél Szabó Irmának] | levél                             | Tiszapalkonya, 1954. jan. 4.                                                        | | 25                                          |
| [Levél Szabó Irmának] | levél                             | 1954. márc. 25.                                                                     | | 25                                          |
| [Levél Páva Erzsébethez] | levél                             | Tiszapalkonya, 1954. ápr. 27.                                                       | | 25                                          |
| Buddha beszédei | fordítás                          | 1954                                                                                | | 19                                          |
| Szánkhja kárká | esszé                             | 1954                                                                                | | 19                                          |
| Szánkhja káriká | fordítás és kommentárok           | 1954                                                                                | | 19                                          |
| Patandzsali: Jóga szútra | fordítás                          | 1954                                                                                | | 19                                          |
| [Levél Kemény Katalinnak] | levél                             | Tiszapalkonya, 1954. szept. 6.                                                      | | 25                                          |
| [Levél Kemény Katalinnak] | levél                             | Tiszapalkonya, 1954. szept. 7.                                                      | | 25                                          |
| [Levél Szabó Irmának] | levél                             | Tiszapalkonya, 1954. okt. 28.                                                       | | 25                                          |
| [Levél Páva Erzsébetnek] | levél                             | Tiszapalkonya, 1954. nov. 17.                                                       | | 25                                          |
| [Levél Páva Erzsébetnek] | levél                             | 1954 (?)                                                                            | | 25                                          |
| 1955 |                                   |                                                                                     | |                                             |
| [Levél Kemény Katalinnak] | levél                             | Tiszapalkonya, 1955. jan. 7.                                                        | | 25                                          |
| [Levél Kemény Katalinnak] | levél                             | Tiszapalkonya, 1955                                                                 | | 25                                          |
| [Levél Pál Antalnak] | levél                             | Tiszapalkonya, 1955. márc. 10.                                                      | | 25                                          |
| [Levél Veress Józsefnek] | levél                             | Tiszapalkonya, 1955. márc. 10.                                                      | | 25                                          |
| [Levél Szabó Irmának] | levél                             | Tiszapalkonya, 1955. ápr. 23.                                                       | | 25                                          |
| [Levél Pál Antalnak] | levél                             | Tiszapalkonya, 1955. máj. 7.                                                        | | 25                                          |
| [Levél Szabó Irmának] | levél                             | Tiszapalkonya, 1955. júl. 4.                                                        | | 25                                          |
| [Levél Kemény Katalinnak] | levél                             | 1955 (?)                                                                            | | 25                                          |
| [Levél Kemény Katalinnak] | levél                             | Tiszapalkonya, 1955. júl. 25.                                                       | | 25                                          |
| [Levél Kemény Katalinnak] | levél                             | 1955                                                                                | | 25                                          |
| [Levél Kemény Katalinnak] | levél                             | 1955. aug.                                                                          | | 25                                          |
| [Levél Kemény Katalinnak] | levél                             | 1955. szept. eleje                                                                  | | 25                                          |
| [Levél Kemény Katalinnak] | levél                             | 1955                                                                                | | 25                                          |
| Gyémántnál keményebb | tanulmány                         | 1955                                                                                | | 19                                          |
| Gyémántnál keményebb | fordítás                          | 1955                                                                                | | 19                                          |
| ,,Az észt meghaladó tudás” szútrája (Szív-szútra) | fordítás                          | 1955                                                                                | | 19                                          |
| A tao virágai – Csuang-ce | esszé                             | 1955                                                                                | | 20                                          |
| Zen | esszé                             | 1955                                                                                | | 20                                          |
| Zen | fordítás                          | 1955                                                                                | | 20                                          |
| 1956 |                                   |                                                                                     | |                                             |
| [Levél Kemény Katalinnak] | levél                             | 1956. jan. 4.                                                                       | | 25                                          |
| [Levél Páva Erzsébetnek] | levél                             | Tiszapalkonya, 1956. febr. 11.                                                      | | 25                                          |
| [Levél Pál Antalnak] | levél                             | Tiszapalkonya, 1956. máj. 28.                                                       | | 25                                          |
| Nem mind arany, ami réz | vígjáték                          | Budapest- Szentendre – Tiszapalkonya, 1956. aug. 30. – szept. 14., 1957. szept. 26. | | 29                                          |
| 1957 |                                   |                                                                                     | |                                             |
| [Levél Pál Antalnak] | levél                             | Tiszapalkonya, 1957. febr. 11.                                                      | | 25                                          |
| [Levél Pál Antalnak] | levél                             | Kékes, 1957. márc. 17.                                                              | | 25                                          |
| [Levél Kemény Katalinnak] | levél                             | Kékes, 1957. márc. 19.                                                              | | 25                                          |
| Szilveszter | regény                            | 1957                                                                                | | 2                                           |
| [Hamvas Béla jegyzete a vonaton] | jegyzet                           | 1957. jún. 17.                                                                      | |                                             |
| [Levél az erőmű beruházási vállalat Munkaügyi Osztályának] | levél                             | Tiszapalkonya, 1957. okt. 23.                                                       | | 25                                          |
| [Levél édesanyjának] | levél                             | Tiszapalkonya, 1957 [?], nov. 19.                                                   | | 25                                          |
| Három levél Szabó Lajoshoz | levelek                           | 1958                                                                                | | 14 (2. kiadás, 2017)                        |
| [Levél Veress Józsefhez] | levél                             | Tiszapalkonya, 1958. márc. 19.                                                      | | 25                                          |
| [Levél Füst Milánnak] | levél                             | Szentendre, 1958. jún. 20.                                                          | | 25                                          |
| [Levél Kemény Katalinnak] | levél                             | 1958(?)                                                                             | | 25                                          |
| [Levél Kemény Katalinnak] | levél                             | 1950-es évek második fele                                                           | | 25                                          |
| [Levél Kemény Katalinnak] | levél                             | 1958(?)                                                                             | | 25                                          |
| Patmosz I. 1. Direkt morál és rossz lelkiismeret 2. Csontváry nagy cédrusa 3. Elmélet és teória 4. Humanizmus 5. Németség 6. A rántottleves 7. Szabó Lajos, vagy az egyetlen rendszer 8. Messianizmus és diktatúra (Utóirat Szabó Lajoshoz) 9. Északi korona (Tiszapalkonya, 1962. jan. 19.) 10. A mű elégetése 11. Az ágy 12. Korszenvedélyek utólagos igazolása 13. Zöld és lila (előadás) 14. Várakozás 15. Államok kialakulása 16. Protektorátus 17. Fiziognómia 18. J. D. vagy a beavatás (Tiszapalkonya, 1961. júl. 25.) 19. Megrendelés 20. A Waldstein szonáta 21. Démoszthenész 22. Interview 23. Metapoiézisz 24. A Jóisten uzsonnája 25. Hódolat a megújulás előtt 26. A vjeszij (Szigaljevizmus) 27. A dolgokból elég (A szentség elemzése) 28. Tanguy, vagy a logisztika misztikája 29. A kétzongorás szonáta 30. Értekezés a közigazgatásról 31. Függelék a középszerűségről 32. Three points 33. V. J. vagy a megvalósulás 34. Orpheusz | esszégyűjtemény                   | 1958-63                                                                             | | 3                                           |
| [Kétszáz lapnyi kidolgozott anyag a Scientia sacra II. részéhez] | esszé                             | 1959 tavasza – okt.                                                                 | Elveszett. Hamvas megsemmisítette. |                                             |
| [Levél Németh Ferencnek] | levél                             | Tiszapalkonya, 1959. jún. 29.                                                       | | 25                                          |
| [Levél Németh Ferencnek] | levél                             | Tiszapalkonya, 1959. júl. 7.                                                        | | 25                                          |
| [Levél Németh Ferencnek] | levél                             | Tiszapalkonya, 1959. szept. 7.                                                      | | 25                                          |
| Az öt géniusz | esszé                             | 1959. szept. (lásd: 1940)                                                           | gyökeres átdolgozás |                                             |
| [Száz lapnyi töredék a Scientia sacra II. részéhez] | esszé                             | 1959. okt. – 1960. eleje                                                            | Elveszett (?). Hamvas megsemmisítette (?) |                                             |
| [Levél Németh Ferencnek] | levél                             | Tiszapalkonya, 1959. nov. 5.                                                        | | 25                                          |
| [Levél Molnár Antalnak] | levél                             | Tiszapalkonya, 1960. jan. 22.                                                       | | 25                                          |
| [Levél Németh Ferencnek] | levél                             | Tiszapalkonya, 1960. febr. 10.                                                      | | 25                                          |
| [Levél Németh Ferencnek] | levél                             | Tiszapalkonya, 1960. febr. 16.                                                      | | 25                                          |
| [Levél Németh Ferencnek] | levél                             | Tiszapalkonya, 1960. márc. 7.                                                       | | 25                                          |
| [Levél Dobes Lászlónak] | levél                             | 1960. márc. 10.                                                                     | | 25                                          |
| [Levél Dobes Lászlónak] | levél                             | Tiszapalkonya, 1960. márc. 19.                                                      | | 25                                          |
| [Levél Németh Ferencnek] | levél                             | Tiszapalkonya, 1960. márc. 19.                                                      | | 25                                          |
| [Levél Dobes Lászlónak] | levél                             | Tiszapalkonya, 1960. ápr. 10.                                                       | | 25                                          |
| [Levél Németh Ferencnek] | levél                             | Tiszapalkonya, 1960. ápr. 10.                                                       | | 25                                          |
| Orpheusz | tanulmány                         | 1960. ápr.                                                                          | | 3, 21                                       |
| Eksztázis | tanulmány                         | 1960. máj. 15.                                                                      | | 22                                          |
| [Levél Dobes Lászlónak] | levél                             | Tiszapalkonya, 1960. máj. 18.                                                       | | 25                                          |
| [Levél Németh Ferencnek] | levél                             | Tiszapalkonya, 1960. máj. 18.                                                       | | 25                                          |
| [Levél Dobes Lászlónak] | levél                             | Tiszapalkonya, 1960, jún. 1.                                                        | | 25                                          |
| [Levél Németh Lászlónak] | levél                             | Tiszapalkonya, 1960. jún. 8.                                                        | | 25                                          |
| [Levél Várkonyi Nándornak] | levél                             | Tiszapalkonya, 1960. jún. 8.                                                        | | 25                                          |
| A dzsaináról | (néhány lapnyi) jegyzet           | 1960. jún.                                                                          | nem készült el (?) | Említve: Hamvas Béla művei – 25., 281. old. |
| Előadás Martyn Ferenc kiállításán | előadás                           | 1960. jún.                                                                          | |                                             |
| Eksztázistechnika | esszé                             | 1960. jún.                                                                          | Töredék. A Scientia sacra II. részéhez tervezve. |                                             |
| [Levél Dobes Lászlónak] | levél                             | Tiszapalkonya, 1960. júl. 18.                                                       | | 25                                          |
| [Levél Kemény Katalinnak] | levél                             | Tiszapalkonya, 1960                                                                 | | 25                                          |
| [Levél Németh Ferencnek] | levél                             | Tiszapalkonya, 1960. júl. 24.                                                       | | 25                                          |
| [Levél Németh Ferencnek] | levél                             | Tiszapalkonya, 1960. aug. 16.                                                       | | 25                                          |
| [Levél Kemény Katalinnak] | levél                             | Tiszapalkonya, 1960. szept.                                                         | | 25                                          |
| [Dobes Lászlónak] | levél                             | Tiszapalkonya, 1960. szept. 1.                                                      | | 25                                          |
| Bizonyos tekintetben | regény                            | 1960-61                                                                             | | 2                                           |
| A kereszténység és a hagyomány (Scientia sacra II./1) | esszé                             | befejezve: 1960. nov. 13.                                                           | | 10                                          |
| [Levél Várkonyi Nándornak] | levél                             | Tiszapalkonya, 1960. dec. 11.                                                       | | 25                                          |
| [Levél Veress Józsefnek] | levél                             | Tiszapalkonya, 1960. dec. 11.                                                       | | 25                                          |
| Az evangélium és a levelek (Scientia sacra II./2) | esszé                             | befejezve: 1960. dec. 16.                                                           | | 10                                          |
| [Levél Kemény Katalinnak] | levél                             | 1960. dec.                                                                          | | 25                                          |
| [Levél Dobes Lászlónak] | levél                             | Tiszapalkonya, 1961. jan. 13.                                                       | | 25                                          |
| [Levél Kemény Katalinnak] | levél                             | 1961 (?)                                                                            | | 25                                          |
| [Levél Németh Ferencnek] | levél                             | Tiszapalkonya, 1961. jan. 13.                                                       | | 25                                          |
| [Levél Kemény Katalinnak] | levél                             | 1961                                                                                | | 25                                          |
| Kemény Katalin: Pedagógiatörténeti tanulmány [néhány fejezet kidolgozása] | feldolgozás                       | 1961. jan. – márc.                                                                  | Említve: Hamvas Béla művei – 25., 315. old. |                                             |
| Haszid-történetek | fordítás (nem teljes)             | 1961. jan. – márc.                                                                  | Említve: Hamvas Béla művei – 25., 316. old. |                                             |
| Direkt morál és rossz lelkiismeret | esszé                             | 1961. febr. – ápr.                                                                  | lásd: Patmosz I. | 3                                           |
| [Zsoltár] (a Holt-tengeri tekercsekből) | fordítás                          | 1961. márc. körül                                                                   | Említve: Hamvas Béla művei – 25., 317. old.; végül nem készült el? |                                             |
| [Levél Veress Józsefnek] | levél                             | Tiszapalkonya, 1961. márc. 6.                                                       | | 25                                          |
| [Levél Dobes Lászlónak] | levél                             | Tiszapalkonya, 1961. ápr. 10.                                                       | | 25                                          |
| Értekezés a közigazgatásról | esszé                             | 1961. ápr.                                                                          | lásd: Patmosz I. | 3                                           |
| [Levél Németh Ferencnek] | levél                             | Tiszapalkonya, 1961. ápr. 24.                                                       | | 25                                          |
| [Levél Dobes Lászlónak] | levél                             | Tiszapalkonya, 1961. máj. 25.                                                       | | 25                                          |
| [Levél Németh Ferencnek] | levél                             | Tiszapalkonya, 1961. máj. 25.                                                       | | 25                                          |
| V. J., vagy a megvalósulás | esszé                             | 1961. júl. 23.                                                                      | lásd: Patmosz I. | 3                                           |
| J. D. vagy a beavatás | esszé                             | 1961. júl. 25.                                                                      | lásd: Patmosz I. | 3                                           |
| [Levél Szabó Edének] | levél                             | Tiszapalkonya, 1961. aug. 16.                                                       | | 25                                          |
| [Levél Szabó Irmának] | levél                             | Tiszapalkonya, 1961. aug. 16.                                                       | | 25                                          |
| [Levél Németh Ferencnek] | levél                             | Tiszapalkonya, 1961. aug. 20.                                                       | | 25                                          |
| [Levél Szabó Irmának] | levél                             | Tiszapalkonya, 1961. okt. 12.                                                       | | 25                                          |
| [Levél Dobes Lászlónak] | levél                             | Tiszapalkonya, 1961. okt. 13.                                                       | | 25                                          |
| [Levél Dobes Lászlónak] | levél                             | Tiszapalkonya, 1961. nov. 16.                                                       | | 25                                          |
| [Levél Kemény Katalinnak] | levél                             | Tiszapalkonya, 1961, nov.                                                           | | 25                                          |
| [Levél Kemény Katalinnak] | levél                             | 1961                                                                                | | 25                                          |
| [Levél Dobes Lászlónak] | levél                             | Tiszapalkonya, 1961. dec. 21.                                                       | | 25                                          |
| [Levél Szabó Irmának] | levél                             | Tiszapalkonya, 1961. dec. 21.                                                       | | 25                                          |
| [Levél Dobes Lászlónak] | levél                             | Tiszapalkonya, 1962. jan. 3.                                                        | | 25                                          |
| [Levél Veress Józsefnek] | levél                             | Tiszapalkonya, 1962. jan. 10.                                                       | | 25                                          |
| Az Antikrisztus (Scientia sacra II./3) | esszé                             | befejezve: 1962. jan. 19.                                                           | | 10                                          |
| Északi korona | esszé                             | 1962. jan. 19.                                                                      | lásd: Patmosz I. | 3                                           |
| [Levél Szabó Irmának] | levél                             | Tiszapalkonya, 1962. jan. 28.                                                       | | 25                                          |
| [Levél Németh Ferencnek] | levél                             | Tiszapalkonya, 1962. febr. 22.                                                      | | 25                                          |
| [Levél Dobes Lászlónak] | levél                             | Bokod, ERBE, 1962, márc. 30.                                                        | | 25                                          |
| [Levél Szabó Irmának] | levél                             | Bokod, ERBE, 1962, márc. 30.                                                        | | 25                                          |
| [Levél Szabó Irmának] | levél                             | Bokod, 1962. máj. 21.                                                               | | 25                                          |
| [Levél Szabó Irmának] | levél                             | Bokod, 1962. júl. 4.                                                                | | 25                                          |
| [Levél Dobes Lászlónak] | levél                             | Bokod, ERBE, 1962. júl. 5.                                                          | | 25                                          |
| [Levél Szabó Irmának] | levél                             | Bokod, 1962. okt. 31.                                                               | | 25                                          |
| [Levél Szabó Irmának] | levél                             | Bokod, 1962. nov. 30.                                                               | | 25                                          |
| [Levél Dobes Lászlónak] | levél                             | Bokod, 1962. dec. 1.                                                                | | 25                                          |
| [Levél Németh Ferencnek] | levél                             | Bokod, 1962. dec. 1.                                                                | | 25                                          |
| [Levél Kemény Katalinnak] | levél                             | 1962. dec. 13.                                                                      | | 25                                          |
| [Levél Kemény Katalinnak] | levél                             | [1963.] jan. 3.                                                                     | | 25                                          |
| [Levél Dobes Lászlónak] | levél                             | Bokod, 1963. jan. 11.                                                               | | 25                                          |
| [Levél Szabó Irmának] | levél                             | Bokod, 1963. jan. 25.                                                               | | 25                                          |
| [Levél Pál Antalnak] | levél                             | Bokod, ERBE, 1963. jan. 28.                                                         | | 25                                          |
| [Levél Kemény Katalinnak] | levél                             | Bokod, 1963. febr.                                                                  | | 25                                          |
| Androgünosz (Scientia sacra II./4) | esszé                             | befejezve: 1963. febr. 22.                                                          | | 10                                          |
| [Levél Veress Józsefnek] | levél                             | Bokod, 1963. márc. 18.                                                              | | 25                                          |
| [Levél Kemény Katalinnak] | levél                             | 1963 (?)                                                                            | | 25                                          |
| [Levél Dobes Lászlónak] | levél                             | Bokod, 1963. ápr. 26.                                                               | | 25                                          |
| [Levél Németh Ferencnek] | levél                             | Bokod, 1963. máj. 10.                                                               | | 25                                          |
| Muraszaki Sikibu: Gendzsi regénye | fordítás                          | 1961-63                                                                             | (megjelent 3 kötetben) |                                             |
| Moly Tamás és az epreskert | tanulmány                         | 1963                                                                                | Kiadatlan. |                                             |
| Bruchstück (Töredék) | vers (német nyelven)              | 1963                                                                                | |                                             |
| [Levél Szabó Irmának] | levél                             | Bokod, 1963. jún. 5.                                                                | | 25                                          |
| [Levél Németh Ferencnek] | levél                             | Bokod, 1963. júl. 9.                                                                | | 25                                          |
| [Levél Halasi Zoltán elvtársnak Az Erőmű Beruházási Vállalat vezérigazgatójának] | levél                             | Bokod, 1963. aug. 28.                                                               | | 25                                          |
| [Levél Veress Józsefnek] | levél                             | Bokod, 1963. szept. 11.                                                             | | 25                                          |
| A Tao te king új fordítása | esszé                             | 1963-64                                                                             | | 14 (1. kiadás)                              |
| Az egzisztencializmus után | tanulmány                         | 1963. dec.                                                                          | | 14 (1. kiadás)                              |
| [Levél Dobes Lászlónak] | levél                             | Bokod, 1963. dec. 4.                                                                | | 25                                          |
| [Levél Dobes Lászlónak] | levél                             | Bokod, 1963. dec. 21.                                                               | | 25                                          |
| Jean Grenier és az inegzisztencializmus | esszé                             | 1964                                                                                | | 14 (1. kiadás)                              |
| Lázár miközöttünk | esszé                             | 1964                                                                                | | 14 (1. kiadás)                              |
| Rudolf Kassner utolsó művei | tanulmány                         | 1964                                                                                | | 14 (1. kiadás)                              |
| Kicsoda ön, festő vagy Georges Mathieu | esszé                             | 1964                                                                                | | 14 (1. kiadás)                              |
| Logika és ellentmondás | esszé                             | 1964                                                                                | | 14 (1. kiadás)                              |
| Hódolat William Shakespeare géniusza előtt | tanulmány                         | 1964                                                                                | | 14 (1. kiadás)                              |
| Hubay Miklós hét színműve | esszé                             | 1964                                                                                | | 14 (1. kiadás)                              |
| Cs. Szabó László legújabb könyvei | esszé                             | 1964                                                                                | | 14 (1. kiadás)                              |
| Gulyás Pál | esszé                             | 1964                                                                                | | 14 (1. kiadás)                              |
| Moly Tamás | esszé                             | 1964                                                                                | | 14 (1. kiadás)                              |
| Egy-két kritikai megjegyzés Déry Tibor új regényéhez | esszé                             | 1964                                                                                | | 14 (1. kiadás)                              |
| [Levél Dobes Lászlónak] | levél                             | 1964. jún. 1.                                                                       | | 25                                          |
| [Levél Németh Ferencnek] | levél                             | 1964. júl. 16.                                                                      | | 25                                          |
| [Levél Németh Ferencnek] | levél                             | Szentendre, 1964. aug. 26.                                                          | | 25                                          |
| [Levél Dobes Lászlónak] | levél                             | Szentendre, 1964. szept. 7.                                                         | | 25                                          |
| [Levél Németh Ferencnek] | levél                             | Budapest, 1964. nov. 13.                                                            | | 25                                          |
| [Levél Dobes Lászlónak] | levél                             | Budapest, 1964. dec. 19.                                                            | | 25                                          |
| Egységlokika (Scientia sacra II./5) | esszé                             | 1964                                                                                | töredék (!) | 10                                          |
| Asztrológia (Scientia sacra II./6) | esszé                             | 1960-as évek                                                                        | vázlatok (!) |                                             |
| Sorselmélet (Scientia sacra II./7) | esszé                             | 1960-as évek                                                                        | vázlatok (!) |                                             |
| Sacra Dies, vagyis a Szent Hétköznap és a Zsoltárok (Scientia sacra II./9) | esszé                             | 1960-as évek                                                                        | vázlatok (!) |                                             |
| Patmosz II. | nagyesszé                         | 1964-66                                                                             | | 4                                           |
| Patmosz III. 1. Előszó a Bűn és bűnhődéshez 2. A tapintatlan (Démon és idill) 3. Mirázs 4. Az életmű 5. (Megjegyzés az életműhöz) 6. Levél V. J.-hez 7. Cseresznyét szedni 8. A senki 9. (Utószó a valakiről) 10. Kiengesztelődés | esszégyűjtemény                   | 1964-66                                                                             | | 4                                           |
| [Levél Dobes Lászlónak] | levél                             | Budapest, 1965. febr. 16.                                                           | | 25                                          |
| [Levél Németh Ferencnek] | levél                             | 1965. ápr. 12.                                                                      | | 25                                          |
| Öt meg nem tartott előadás a művészetről | esszé                             | 1965. jún. – júl.                                                                   | | 26                                          |
| [Levél Németh Ferencnek] | levél                             | 1965. júl. 11.                                                                      | | 25                                          |
| [Levél Németh Ferencnek] | levél                             | 1965. aug. 3.                                                                       | | 25                                          |
| [Levél Dobes Lászlónak] | levél                             | 1966. febr. 9.                                                                      | | 25                                          |
| Halottaskönyvek (Scientia sacra II./8) | esszé                             | 1966. febr.                                                                         | Említve: Hamvas Béla művei – 25., 419-420. old.; töredék (!) |                                             |
| [Levél Dobes Lászlónak] | levél                             | [Budapest], 1966. ápr. 9.                                                           | | 25                                          |
| [Levél Dobes Lászlónak] | levél                             | [Budapest], 1966. máj. 15.                                                          | | 25                                          |
| [Levél Dobes Lászlónak] | levél                             | [Budapest], 1966. dec. 11.                                                          | | 25                                          |
| [Böhme-kommentárok] | kommentár                         | 1966. dec.                                                                          | Említve: Hamvas Béla művei – 25., 425. old.; csupán terv |                                             |
| [Böhme-tanulmány] | tanulmány                         | 1966. dec.                                                                          | Említve: Hamvas Béla művei – 25., 425. old.; csupán terv |                                             |
| [Levél ismeretlen személynek] | levél                             | 1967                                                                                | | 25                                          |
| [Levél Dobes Lászlónak] | levél                             | 1967. jan. 14.                                                                      | | 25                                          |
| [Levél Dobes Lászlónak] | levél                             | [Budapest], 1967. jan. 29.                                                          | | 25                                          |
| [Levél Németh Ferencnek] | levél                             | 1967. febr. 22.                                                                     | | 25                                          |
| Egységlogia (Scientia sacra II/5), folytatás | esszé                             | 1967. márc.                                                                         | | 10                                          |
| [Levél Németh Ferencnek] | levél                             | 1967. márc. 18.                                                                     | | 25                                          |
| [Levél Veress Józsefnek] | levél                             | 1967. márc. 18.                                                                     | | 25                                          |
| [Levél Németh Ferencnek] | levél                             | 1967. márc. 21.                                                                     | | 25                                          |
| [Levél Dobes Lászlónak] | levél                             | [Budapest], 1967. márc. 26.                                                         | | 25                                          |
| [Levél Németh Ferencnek] | levél                             | 1967. márc. 26.                                                                     | | 25                                          |
| [Levél Németh Ferencnek] | levél                             | 1967. ápr. 26.                                                                      | | 25                                          |
| [Levél Halmy Miklósnak] | levél                             | 1967. máj. 2.                                                                       | | 25                                          |
| [Levél Dobes Lászlónak] | levél                             | [Budapest], 1967. júl. 1.                                                           | | 25                                          |
| [Levél Dobes Lászlónak] | levél                             | [Szentendre], 1967. júl. 17.                                                        | | 25                                          |
| [Levél Németh Ferencnek] | levél                             | Szentendre, 1967. júl. 17,                                                          | | 25                                          |
| [Levél Németh Ferencnek] | levél                             | Budapest, 1967. szept. 21.                                                          | | 25                                          |
| [Levél Németh Ferencnek] | levél                             | 1967. okt. 21.                                                                      | | 25                                          |
| Ugyanis | regény                            | 1967                                                                                | | 2                                           |
| [Levél Dobes Lászlónak] | levél                             | [Budapest], 1968. febr. 29.                                                         | | 25                                          |
| [Levél Németh Ferencnek] | levél                             | [Budapest], 1968. febr. 29.                                                         | | 25                                          |
| [Levél Dobes Lászlónak] | levél                             | [Budapest], 1968. márc. 5.                                                          | | 25                                          |
| [Levél Dobes Lászlónak] | levél                             | [Budapest], 1968. márc. 17.                                                         | | 25                                          |
| [Levél Veress Józsefnek] | levél                             | [Budapest], 1968. márc. 17.                                                         | | 25                                          |
| [Levél Németh Ferenchez] | levél                             | 1968. ápr. 5.                                                                       | | 25                                          |
| [Levél Veress Józsefnek] | levél                             | [1968.] ápr. 8.                                                                     | | 25                                          |
| [Levél Dobes Lászlónak] | levél                             | 1968. máj. 14.                                                                      | | 25                                          |
| [Levél Németh Ferencnek] | levél                             | 1968. máj. 14.                                                                      | | 25                                          |
| [Levél Szabó Irmának] | levél                             | 1968. máj. 14.                                                                      | | 25                                          |
| [Levél Németh Ferenc] | levél                             | 1968. júl. 11.                                                                      | | 25                                          |
| [Levél Kemény Katalinnak] | levél                             | [Balatonfüred], 1968. júl. 12.                                                      | | 25                                          |
| [Levél Kemény Katalinnak] | levél                             | [Balatonfüred], 1968. júl. 16.                                                      | | 25                                          |
| [Levél Kemény Katalinnak] | levél                             | [Balatonfüred], 1968. júl. 20.                                                      | | 25                                          |
| [Levél Kemény Katalinnak] | levél                             | [Balatonfüred], 1968. júl. 24.                                                      | | 25                                          |
| [Levél Kemény Katalinnak] | levél                             | [Balatonfüred], 1968. júl. 28.                                                      | | 25                                          |
| [Levél Kemény Katalinnak] | levél                             | [Balatonfüred], 1968. júl. – aug.                                                   | | 25                                          |
| [Levél Kemény Katalinnak] | levél                             | [Balatonfüred], 1968. júl. – aug.                                                   | | 25                                          |
| [Levél Kemény Katalinnak] | levél                             | [Balatonfüred], 1968. júl. – aug.                                                   | | 25                                          |
| [Levél Kemény Katalinnak] | levél                             | [Balatonfüred], 1968. júl. – aug.                                                   | | 25                                          |

### Elveszett (lappangó), illetve kétes hitelességű művek
| Egyszer        | vers         | ? |  |          |
| Útravaló       | vers         | ? |  |          |
| A pokol költői | esszésorozat | ? |  | lappang. |
| Nin városa     | esszé        | ? |  | lappang. |

### Önálló kötetei

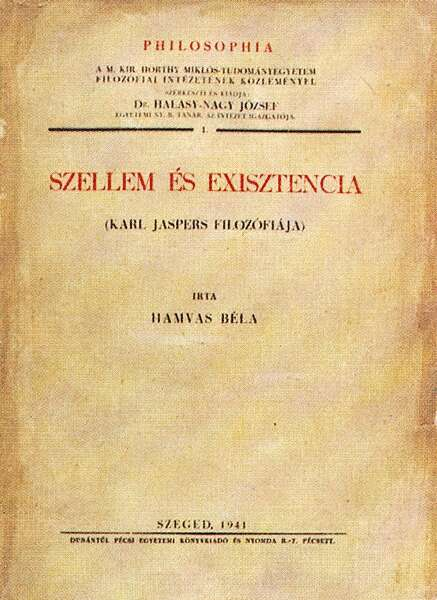
Hamvas Béla: Szellem és exisztencia c., 1941-ben megjelent kötetének címlapja

- A világválság (Fővárosi Könyvtár / Aktuális kérdések irodalma, 53. 1938)
- Szellem és exisztencia / Karl Jaspers filozófiája (Philosophia, A M. Kir. Horthy Miklós Tudományegyetem Filozófiai Intézetének Közleményei 1., Szeged, 1941)
- A láthatatlan történet (Egyetemi Nyomda, 1943)
- A száz könyv (Egyetemi Nyomda, 1945)
- Anthologia humana: Ötezer év bölcsessége (Egyetemi Nyomda, 1946)
- Yantra és absztrakció. Lossonczy Tamás képei (Index, Röpirat és vitairat könyvtár 7., 1946)
- A világválság (Előszó és jegyzetek: Szigethy Gábor, Magvető, 1983)
- Karnevál (Magvető, 1985)
- Az öt géniusz (Mattheusz János tanulmányával, Európai Protestáns Magyar Szabadegyetem, Bern, 1985)
- Silentium – Titkos jegyzőkönyv – Unicornis (Vigilia, 1987)
- Hamvas Béla 33 esszéje (szerk. Dúl Antal, Bölcsész Index, ELTE, 1987)
- Szellem és egzisztencia (Pannónia könyvek, Pécs, 1987)
- Az öt géniusz – A bor filozófiája (Életünk könyvek, Szombathely, 1988)
- Közös életrend (Szerk. Báthory János, Darabos Pál, Kiss Jenő, Fővárosi Szabó Ervin Könyvtár, 1988)
- Scientia Sacra I. / Az őskori emberiség szellemi hagyománya (Magvető, 1988)
- A bor filozófiája / Magyarország borvidékeinek térképével (Editio M Kiadó, Szentendre, 1998)
- Eksztázis (Mérték füzetsorozat 1, Medio Kiadó, 1996)
- Fák (Editio M Kiadó, Szentendre, 2000)
- Világválság / Válogatás Hamvas Béla folyóiratokban megjelent írásaiból (Szerk. Darabos Pál, Hamvas Béla Kultúrakutató Intézet, 2004)
- Hagyomány / Válogatás Hamvas Béla folyóiratokban megjelent írásaiból (Szerk. Darabos Pál, Hamvas Béla Kultúrakutató Intézet, 2011)
- Litai (Szerk. Palkovics Tibor és Szakács Gábor. Budapest, 2015, Medio Kiadó.)
- A valóságban felébredni (Szerk. Palkovics Tibor. Budapest, 2016, Medio Kiadó.)
- Karneval I-VII. (Az eredeti, autorizált gépirat első kiadása. Szerk. Palkovics Tibor – Várhegyi Miklós. Budapest, Medio Kiadó, 2018)
- Unicornus (/Hamvas Béla kiskönyvtár. Sorozatszerkesztő: Palkovics Tibor – Várhegyi Miklós/, Budapest, Medio Kiadó, 2020)
- Sziget (/Hamvas Béla kiskönyvtár. Sorozatszerkesztő: Palkovics Tibor – Várhegyi Miklós/, Budapest, Medio Kiadó, 2020)

### Társszerzőségben és antológiákban megjelent írásai
- Herakleitos múzsái vagy a természetről. Pontos irányítás az élet célja felé (Kövendi Dénes bevezetésével, Hamvas Béla kísérőtanulmányával, Kerényi Károly jegyzeteivel, Stemma, 1936)
- Hamvas Béla vallomása olvasmányairól (In: Kőhalmi Béla: Az új könyvek könyve, Gergely, 1937, 149. p.)
- Poetica metaphysica (In: Mitrovics Gyula emlékkönyv, Egyetemi Nyomda, 1938, 370-384. p.)
- Bevezetés a modern karakterológiába (Pál Antal[41] néven, Debrecen, Nagy Károly Grafikai Műintézete, 1941)
- Magyarország kulturális szférái (In: Új magyarság és az új Európa, Bartha Miklós Társaság, 1942, 149-156. p.)
- Forradalom a művészetben / Absztrakció és szürrealizmus Magyarországon (Kemény Katalinnal közösen, Misztótfalusi, 1947)
- Fák (In: Esszépanoráma, 1900–1944, 3. kötet, Szépirodalmi, 1978, 77-92. p.)
- Kierkegaard Szicíliában (In: Esszépanoráma, 1900–1944, 3. kötet, Szépirodalmi, 1978, 92-104. p.)
- Babits Mihály, mint a modernek klasszikusa (In: Babits Mihály száz esztendeje, Gondolat, 1983, 107-112. p.)
- Hamvas Béla életmű-kiadás (szerkeszti: Dúl Antal)

1-6. kötet: 1990–1994, Szombathely, Életünk Könyvek
1. Anthologia humana / Ötezer év bölcsessége, 1990
2. Szilveszter (1957) – Bizonyos tekintetben (1960–1961) – Ugyanis (1966–1967), regények, 1991
3. Patmosz I. – esszék, 1. rész (1958–1964), 1992
4. Patmosz II-III. – esszék, 2. rész (1964–1966), 1992
5. A babérligetkönyv (1930–1945) – Hexakümion (1937), 1993
6. Tabula smaragdina (1947–1950) – Mágia szutra (1950), 1994
7-25. kötet: 1994–2013, Szentendre – Budapest, Medio Kiadó
7. Arkhai és más esszék (1948–1950), 1994
8-9. Scientia Sacra I. rész, 1-2. kötet / Az őskori emberiség szellemi hagyománya (1943–1944), 1995
10. Scientia Sacra II. rész / A kereszténység (1960–1964), 1996
11-12-13. Karnevál I-II-III. (1948–1951), regény, 1997
14. Szarepta (1951–1955) – 64-es esszék (1963–1964), 1998
14. Sarepta (1951–1955), újraszerkesztett, átdolgozott, javított kiadás, 2018
15-16. A magyar Hüperion I-II., Az ősök útja és az istenek útja – Magyar vonatkozású esszék – Az öt géniusz – Bakony – A bor filozófiája, 1999
17. Silentium – Titkos jegyzőkönyv – Unicornis (1948–1951), 2000
18. A láthatatlan történet (1943) – Sziget (1935–1936), 2001
19-20. Az ősök nagy csarnoka I. India; II. Kína – Tibet – Japán, 2003
21. Az ősök nagy csarnoka III. Egyiptom – Héber hagyomány – Iszlám – Görög hagyomány, 2005
22. Az ősök nagy csarnoka IV., 2013
23-24. Naplók I-II. (Naplók és jegyzetek. 1. rész: 1942–1952, 2. rész: 1952–1968), 2010
25. Levelek / Első világháborús levelek, Levelek 1930-tól 1968-ig, 2011
26-33. kötet: 2014–2020, Budapest. Medio Kiadó
26. Művészeti írások I.(Öt meg nem tartott előadás a művészetről), 2014
27. Művészeti írások II. (A halhatatlanság híradása), 2014
28. Ördöngösök (1928-29), regény, 2015
29. Nehéz nem szatírát írni (Nehéz nem szatírát írni, Beszélgetés az Akropoliszon, Nem mind arany, ami réz), 2016
30. Álarc és koszorú (Esszék, tanulmányok, előadások hozzászólások I. [1930–1935]), 2017
31. Krízis és katarzis (Esszék, tanulmányok, előadások hozzászólások II. [1936–1939]), 2019
32. Közös életrend (Esszék, tanulmányok, előadások hozzászólások III., [1940-44]), 2019
33. A világ hazahívása (Esszék, tanulmányok, előadások hozzászólások IV. [1945-1950]), 2020
- Hamvas Béla Kiskönyvtár[48]

1. Unicornus (2020)
2. Sziget (2020)
3. Magia-szutra (2021)
4. Platón-fordítások (2021)
5. Az ősök útja és az istenek útja (2021)
6. Az Öt Géniusz földje (2021)
7. A bor filozófiája (2022)
8. Speak Easy (2022)
9. Fiatalkori írások 1. (2022)
10. Fiatalkori írások 2. (2022)
11. A világválság (2022)
12. A magyar Hyperion (2023)
13. Silentium (2023)
14. Öt meg nem tartott előadás (2023)

### Fordításai
- Kung Fu-ce: Lun yü. Kung mester beszélgetései, bevezetéssel (Bibliotheca, 1943)
- Platon összes művei I-II. (Faragó Lászlóval, Gyomlay Gyulával, Kövendi Dénessel és másokkal közösen, Magyar Filozófiai Társaság, 1943)
- Tibeti misztériumok, bevezetéssel (Bibliotheca, 1944)
- Henoch Apokalypsise, bevezetéssel (Bibliotheca, 1945)
- Herbert Read: Szürrealizmus (Index, Röpirat és vitairat könyvtár 9., 1947)
- Herakleitos 131 fennmaradt mondata (Index, Röpirat és vitairat könyvtár 17/18., 1947)
- Jakob Böhme: A lélekről szóló negyven kérdés (1952) (Medio Kiadó, Bp. 2013. /Hamvas Béla művei 22./)
- Muraszaki Sikibu: Gendzsi regénye (Európa Könyvkiadó, 1963)

### Fordítások műveiből (válogatás)
- Philosophie des Weins (Edition Marika Marghescu, 1999)
- A bor géniusza – In memoriam Hamvas Béla – Szél Ágnes fotóival / Idézetek négy nyelven: magyar, angol, német, francia (Medicina Kiadó, 2002)
- The Philosophy of Wine (Magyarból fordította: Peter Sherwood, Medio Kiadó, Budapest, 2016)
- Bäume (Editio M Verlag, 2003)
- Filozofia vína (A bor filozófiája) (Magyarból fordította Karol Wlachovský, Kalligram Kiadó, Pozsony, 2003)

### Kiadatlan művei
- Fiatalkori versek
- A növényvilág Jókai regényeiben (1912/13)
- Honvédelmünk fejlődése (1913/14)
- Csokonai és Kisfaludy S. lírája (kb. 1920)
- Otto Ernst als Realromantiker (1921)
- Seth (Kereszténység és hagyomány) (1946)
- [Az egyetlen anthropológia] (1951)
- Napló (1946. Budapest – 1947-51. Szentendre)
- Napló (1953. IX. Inota – 1954. VII. Tiszapalkonya)
- Három megjegyzés Martyn Ferenc képeihez (kb. 1961-63)
- Bruchstück (1963)
- Unicornus (átdolgozott, rövidített esszé, 1963)
- Regényelméleti fragmentum (átdolgozott változat, 1963)
- Lexikon szócikkek (1964)
- Molnár Sándor (1966)

### Elveszett (lappangó) művei
- Előjáték (elbeszélés)
- Erdőirtás (elbeszélés)
- Fügefahimnusz (esszé)
- Géza vezér (elbeszélés)
- Ismeretlen szerző (naplójegyzetek)
- Jávorka (kisregény)
- Oroszországi napló (naplójegyzetek)[49]
- Pater Theodor (elbeszélés)
- A pokol költői (tanulmánykötet)
- Simon György szerencséje (kisregény)
- Szabad ég alatt (elbeszélés)
- Szent János éjszakája (kisregény)
- Szombaton vége (kisregény)
- Tíz meg nem tartott előadás (tanulmányok)

### Online hozzáférhető művek (válogatás)
- A barátság
- Direkt morál és rossz lelkiismeret
- Forradalom a művészetben
- A háború nagysága és az ember kicsinysége – Oroszországi feljegyzések Archiválva 2008. augusztus 3-i dátummal a Wayback Machine-ben
- Interview Archiválva 2014. január 2-i dátummal a Wayback Machine-ben
- James Joyce Ulysses-e
- A jóga metafizikája
- A logosz-faj
- Mágia szutra Archiválva 2013. március 10-i dátummal a Wayback Machine-ben
- (kiadatlan szatirikus írás)A nagy ember, avagy a hírnév elveszti a hőst Archiválva 2012. január 3-i dátummal a Wayback Machine-ben
- Olbrin Joachim csodálatos utazása Archiválva 2012. január 3-i dátummal a Wayback Machine-ben
- Pál Antal: Bevezetés a modern karakterológiába Archiválva 2010. február 6-i dátummal a Wayback Machine-ben
- Poszeidón
- René Guénon és a társadalom metafizikája Archiválva 2007. október 10-i dátummal a Wayback Machine-ben
- Summa Philosophiae Normalis
- Thoreau
- Tibeti misztériumok
- A tükör
- A világválság
- A Vízöntő Archiválva 2012. január 18-i dátummal a Wayback Machine-ben
- Zen